# Getafe
Getafe es un municipio y ciudad española de la Comunidad de Madrid. Es sede del partido judicial de su mismo nombre y de la diócesis de Getafe. Está situado al sur de la comunidad y su término municipal es limítrofe con el de la capital formando parte de su área metropolitana. Geográficamente se encuentra dentro de la cuenca del río Manzanares que es parte de la cuenca del río Tajo a su paso por la Meseta Central. El cerro de los Ángeles, cerro testigo localizado en el municipio, es considerado popularmente centro geográfico de la península ibérica.
Propiciado por el desarrollo industrial del siglo XX y la cercanía a Madrid, la población tuvo un fuerte crecimiento poblacional alcanzando una población de 189 906 habitantes (INE 2024).
Históricamente se considera que la fundación de Getafe fue c. 1326 cuando los habitantes de Alarnes y de otras aldeas cercanas se trasladaron junto al camino real de Madrid a Toledo generándose una concentración de viviendas que fueron el origen de la actual población.
Adicionalmente, en la ciudad se encuentra una de las bases aéreas más antiguas de España, el rectorado y campus de Humanidades y Ciencias Sociales y Jurídicas de la Universidad Carlos III de Madrid y la Catedral de La Magdalena que es sede de la diócesis de Getafe.
El municipio se divide en 11 barrios: Centro, Perales del Río, San Isidro, Juan de la Cierva, Las Margaritas, El Bercial, La Alhóndiga, Sector III (que incluye la zona getafense del Arroyo Culebro), Getafe Norte, Buenavista y Los Molinos. En 2024 está en fase inicial de desarrollo un nuevo barrio sobre parte de los terrenos del Acuartelamiento Aéreo de Getafe (ACAR) cuyo nombre será denominado barrio de La Aviación.
Hasta el siglo XIX, el municipio mantenía un carácter fundamentalmente agrícola; sin embargo, a lo largo del siglo XX experimentó una transformación que lo llevó a convertirse en una de las ciudades más industrializadas de la comunidad. Los sectores industriales más relevantes incluyen la industria aeroespacial, la logística y la fabricación de tecnología avanzada, distribuidos no solo en la base aérea mencionada anteriormente, sino también en 9 polígonos industriales localizados dentro del término municipal.

## Toponimia
El topónimo Getafe procede de la denominación utilizada en la Edad Moderna Xetafe y que por el reajuste de los fonemas sibilantes evolucionaría al actual Getafe. En el transcurso de esos cambios el nombre de la población fue escrita como Xetafi, Jetaphe, Xetaphe, Xetafee, Jetafee o Jetafe. Y Xetafe procedería a su vez del vocablo medieval Xatafi, que posiblemente fuera el nombre original de la población cuyo origen vendría de la palabra jata, que en árabe significaría 'algo largo'. Esta última afirmación está basada principalmente en la declaración que hicieron en 1575 los vecinos Juan de Seseña y Juan Benavente del entonces Xetafe, en las relaciones topográficas de Felipe II. Esta declaración detallaba que según lo que les habían dicho, el nombre del pueblo procedía de la palabra árabe jata en relación con la distribución de las viviendas situadas a los lados del camino real de Madrid a Toledo.

[...] se vinieron algunos vecinos a hacer casas a manera de ventas en el camino real, donde viendo el sitio más sano que no el dicho Alarnes, se vino poco a poco todo el pueblo poblando siempre a las orillas del camino a la larga, y por esta razón tenemos entendido que por ser el principio del pueblo largo se llama Xetafe, porque nos dicen los moriscos que Jata quiere decir cosa larga y en nuestra lengua Xetafe como tenemos dicho.

También el historiador Antonio de León Pinelo escribió en el siglo XVII en los Anales de Madrid que la denominación de Xetafe procedía de Satafi, nombre dado a la población en la época musulmana.

En 1150 [...] Por este tiempo fue reparado el pueblo de Xetafe con ese nombre donde estuvo en tiempo de los moros el lugar de Satafi.

Además existe documentación de 1249 en el que se declara la venta de propiedades de D. Roy Sánchez a Dña. María Domingo en Sataf.

In dei nomine et eius gratia. Ego don Roy sanchez fi de ferrand sanchez vendo toda quanta heredat de pan levar é casas que he en Sataf con entradas é con exidas é con aguas é con pasturas, assí comol pertenece é assí como la heredé de mi madre doña Simena. Et véndolo á vos doña Maria domingo é que fuestes de don Domingo el Abbad de Coslada é á vuestros fijos Diego andres é doña Mayor: preçio plaçible Ochaenta é III moravedís; on so pagado é non remanece entre nos sinon paz.

En el nombre de Dios y por su gracia. Yo, don Roy Sánchez hijo de Ferrand Sánchez, vendo toda la heredad de tierras y casas que tengo en Sataf, con entradas y salidas, con aguas y pasturas, tal como me pertenece y como la heredé de mi madre doña Simena. Y lo vendo a vos, doña María Domingo, que fuiste de don Domingo el Abad de Coslada, y a vuestros hijos Diego Andrés y doña Mayor, por el precio convenido de ochenta y tres maravedís; ya ha sido pagado y no queda pendiente nada entre nosotros sino paz.

Por el contrario, el arqueólogo Fernando Jiménez de Gregorio, indicaba que el nombre podría estar relacionado con las palabras árabes xenan o yinam que significan 'huerta', debido a la riqueza hortícola de la zona.

## Símbolos

### Escudo
El escudo de armas oficial de Getafe fue aprobado en 1967 y es descrito en el lenguaje heráldico del modo siguiente:

Escudo partido. Primero, en campo de gules, una cruz latina, de oro, cargada de una panela, de gules, sumada de llamas del mismo color y resaltada de una corona de espinas de sinople. Segundo, en campo de sinople, sembrado de aviones de plata. Timbrado con la Corona Real de España.

Estas armas son del tipo denominado alusivas, remitiendo por una parte al monumento dedicado al Sagrado Corazón de Jesús y por otra, al aeródromo militar, ambos ubicados en el término municipal.

### Bandera
Por su parte, la bandera es de color carmesí en cuyo centro se dispone el escudo oficial.

## Historia

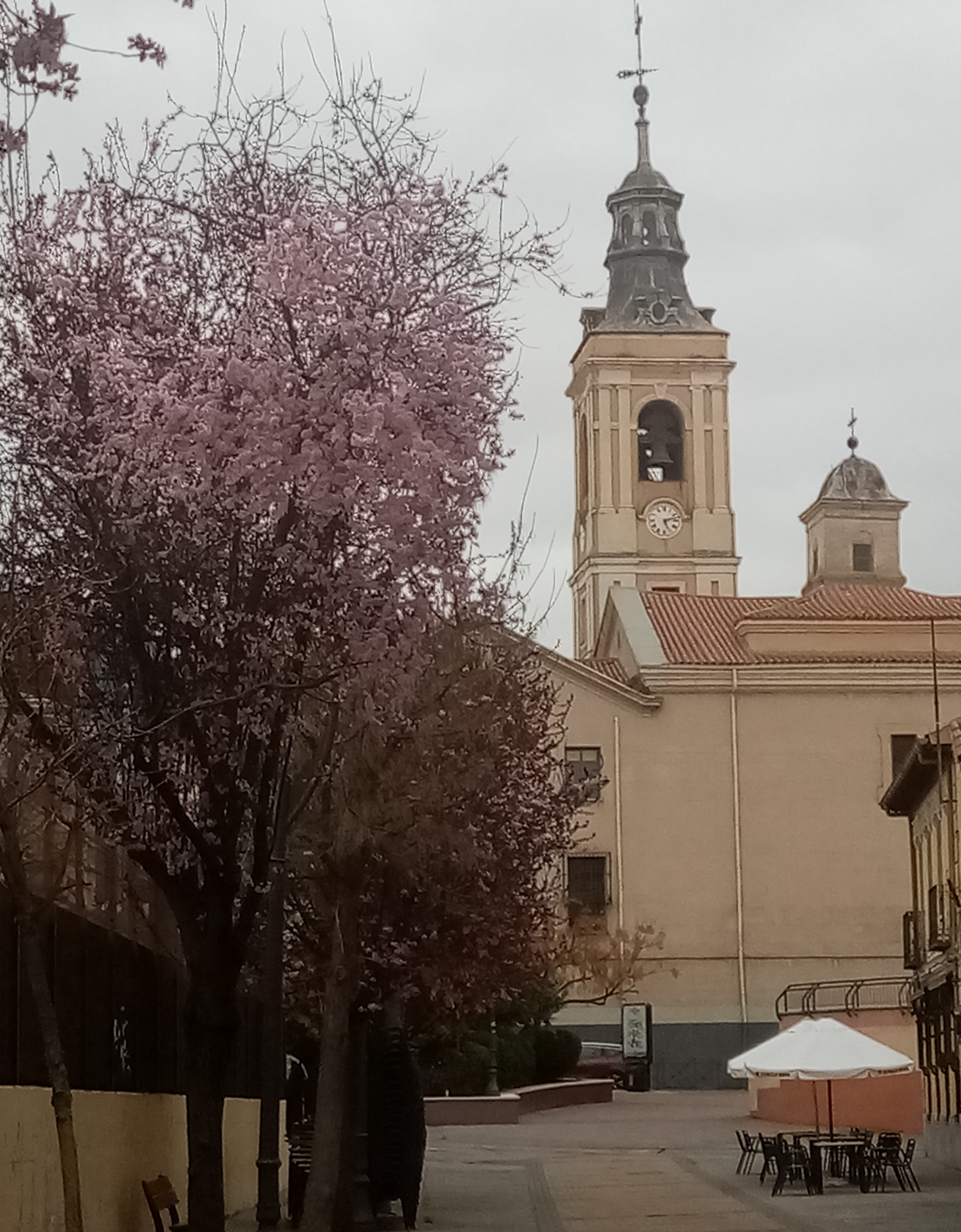
Colegio La Inmaculada - Padres Escolapios en 2021

La historia de Getafe se puede dividir en tres fases claramente marcadas. En la primera etapa, que va desde la prehistoria hasta 1326, distintas civilizaciones y aldeas habitaron el término municipal, aunque Getafe no existía como pueblo. En la segunda, que empieza en el siglo XIV y acaba en el siglo XX, Getafe se formaba como pueblo y se iba desarrollando lentamente con diversas construcciones. En la tercera fase, que comienza en el siglo XX, Getafe pasó de ser un pueblo agrícola a convertirse en una gran ciudad industrial, con un gran aumento de la actividad comercial e industrial, de la población, y de la superficie urbana. A continuación se desarrollan estas tres fases.

### Orígenes

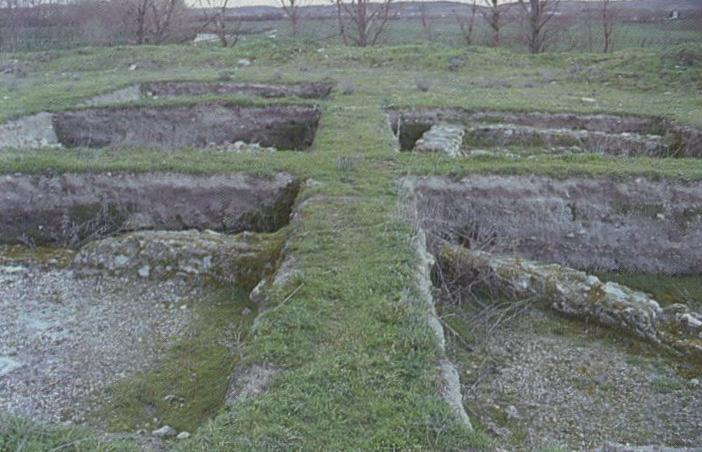
Restos de la villa romana de La Torrecilla

Los restos prehistóricos hallados en el término municipal de Getafe ponen de manifiesto la existencia de un asentamiento humano en esta época remota. La presencia humana en Getafe se remonta al Paleolítico Inferior (antes del 100 000 a. C.), en una terraza del río Manzanares, donde se han encontrado varios útiles de piedra (hachas, lascas, puntas de flecha, raspadores y cuchillos), pertenecientes a la Edad de Piedra, y vasijas y brazaletes, todos ellos pertenecientes a la Edad de los Metales, y en concreto al final de la Edad de Bronce y al inicio de la Edad de Hierro. Los prehistoriadores, basándose en la nutrida representación de animales domésticos encontrados en estos yacimientos de la Edad de los Metales, afirman que la actividad preferente de los pobladores de la zona era la ganadería. Carne, leche, queso (han aparecido queseras) y pieles serían los principales productos obtenidos.
Del siglo II al III d. C. se produjo la llegada de los romanos al término municipal, construyendo la villa romana de La Torrecilla, emplazada en la ribera del Manzanares. Los visigodos (siglos VI-VII) dejaron su huella con una necrópolis cercana a La Torrecilla.
En el siglo VIII, la zona donde actualmente se halla Getafe fue invadida por los musulmanes y, en 1085, Alfonso VI conquistó las aldeas entonces situadas en el actual término municipal. En 1326, los habitantes de Alarnes y de otras aldeas se trasladaron al entorno del camino real Madrid-Toledo, creándose una concentración de viviendas y naciendo así Getafe. Para estructurar el nuevo pueblo, en ese mismo siglo se construyó la primitiva ermita de la Magdalena, que más tarde sería derruida. Otras fuentes, basadas en documentos históricos, sitúan la fundación de Getafe en la época musulmana, es decir, entre los siglos VIII y XI.

### Edad Moderna

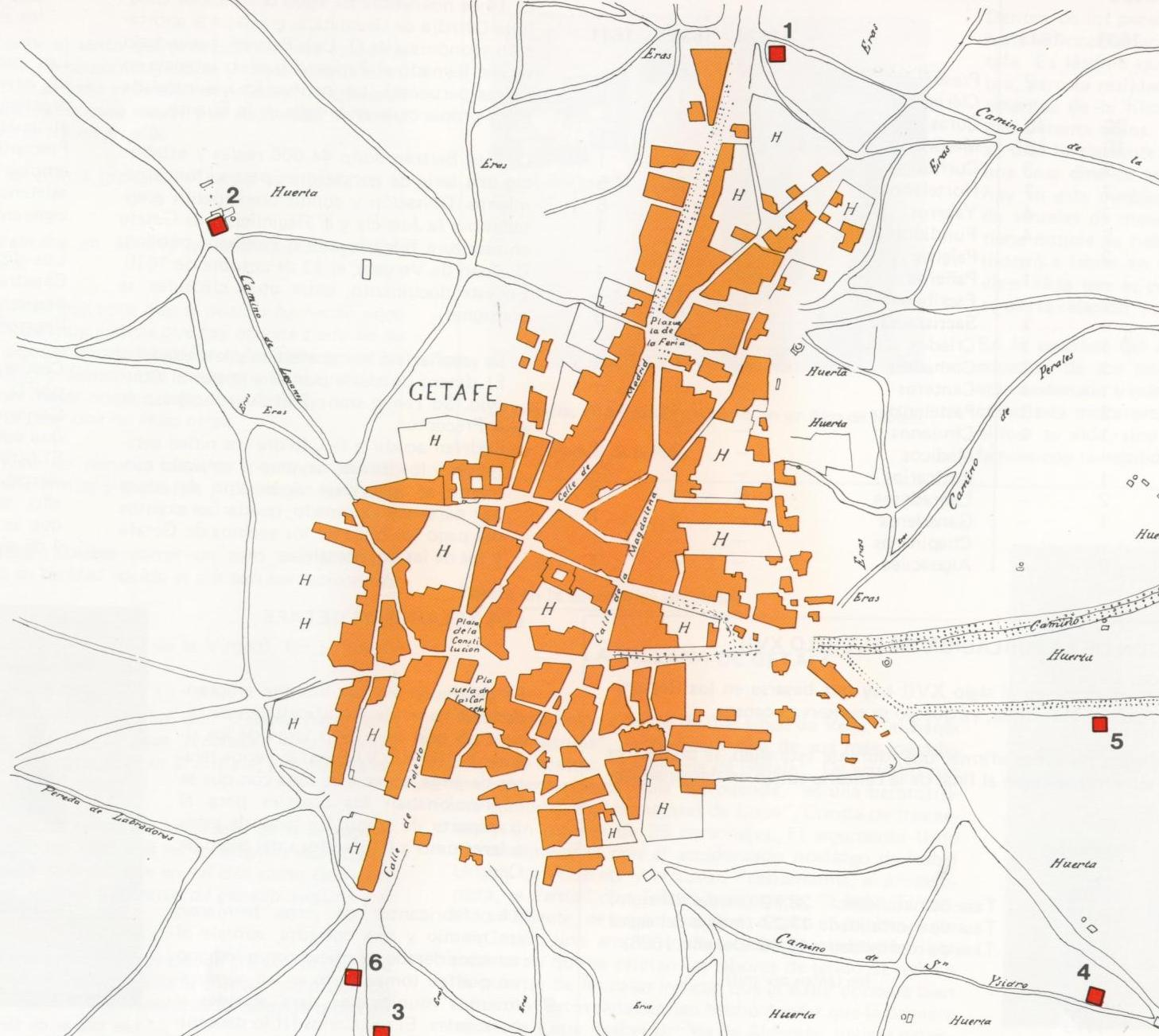
Mapa de Getafe en el

En 1492 el hambre y la peste asolaron Getafe y en 1529 se creó el Hospitalillo de San José. En 1549 Alonso de Covarrubias comenzó a construir la iglesia de Nuestra Señora de la Magdalena (actual catedral) sobre el solar de la antigua ermita y en 1610 se construyó la ermita de Nuestra Señora de los Ángeles en el cerro de los Ángeles. En 1737 se fundó el colegio de las Escuelas Pías en Getafe, La Inmaculada - PP. Escolapios; y en 1763, bajo el reinado de Carlos III, se construyó el nuevo camino de Aranjuez (cuyo último destino era Cádiz) que pasaba por el pie de las laderas del cerro de los Ángeles. Entre 1808 y 1812 las tropas napoleónicas ocuparon Getafe y en 1851 se inauguró el tramo ferroviario Madrid-Aranjuez, pasando este por el municipio.

### SiglosXXyXXI

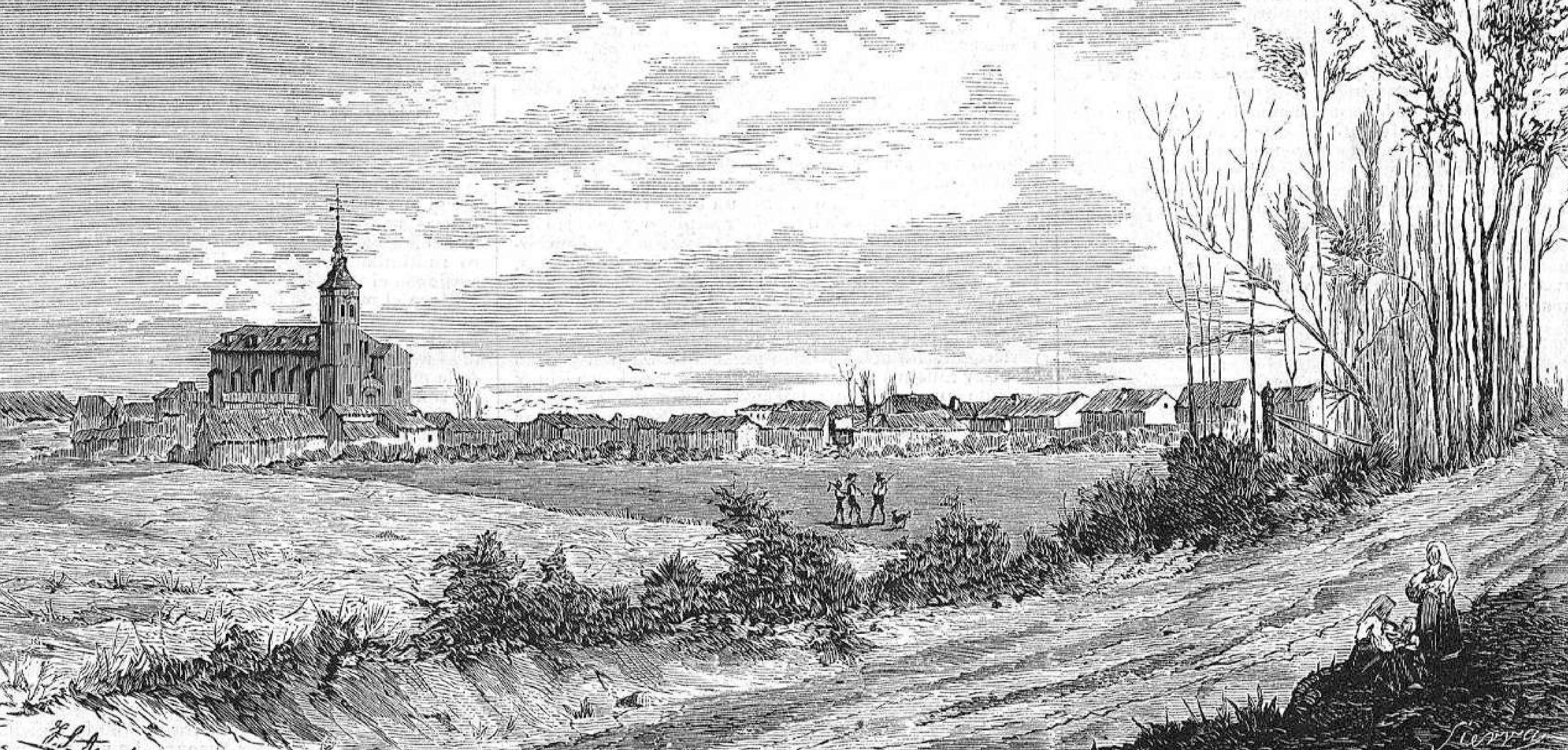
Vista de Getafe (1878)

El 22 de diciembre de 1897 se inauguró el alumbrado público en Getafe. En 1911 se estableció con carácter permanente la base aérea, y dos años después, se creó la Escuela de Aviación Civil. El 30 de mayo de 1919 Alfonso XIII inauguró el primer monumento al Sagrado Corazón en el cerro de los Ángeles y en 1924 la empresa C.A.S.A. instaló su factoría en el municipio. En ese mismo año, en la base aérea, se realizaba el primer vuelo en el autogiro, creado por Juan de la Cierva.
Las tropas franquistas tomaron la ciudad de Getafe el 2 de noviembre de 1936, amenazando con la toma de la capital de España.

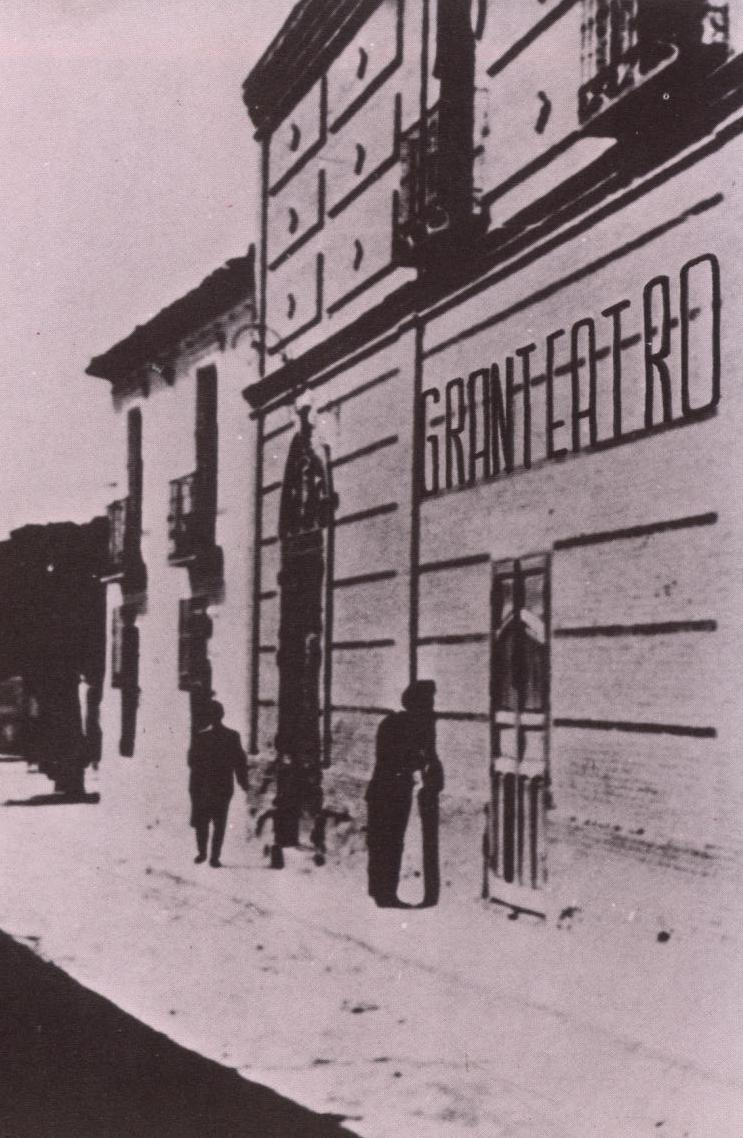
Gran Teatro de Getafe (finales del)

La cercanía de Getafe a Madrid proporcionó un fuerte desarrollo industrial a principios del siglo XX, convirtiendo al municipio en ciudad dormitorio y provocando un rápido crecimiento de la población a partir de los años 1950. En 1956 se instaló en el municipio la fábrica de John Deere y un año después hacía lo mismo Siemens AG. A partir de los 1970 se crearon nuevos barrios como San Isidro, El Bercial, Juan de la Cierva y Las Margaritas con motivo del fuerte aumento de la población que experimentaba la ciudad.
En 1961 el canal de Isabel II abasteció de agua al municipio y en 1979 se celebraron las primeras elecciones democráticas municipales, después de la Constitución de 1978. En 1988 comenzaron las obras de la Universidad Carlos III. Entre 1979 y 1988 se construyó el barrio del Sector III, a finales de los años 1990 se hizo lo mismo con el barrio de Getafe Norte y el Arroyo Culebro.
En 1989 se inauguró la universidad Carlos III de Madrid cuyo rectorado y facultades de humanidades y ciencias jurídicas se situaron en el barrio de Las Margaritas.
A principios del siglo XXI se amplió el barrio de El Bercial y se crearon dos nuevos barrios, Los Molinos y Buenavista. En la década de 2020, Getafe cuenta con los siguientes barrios, ordenados por densidad de población: Centro, Juan de la Cierva, Sector III, La Alhóndiga, Getafe Norte, El Bercial, Las Margaritas, Perales del Río, San Isidro, Buenavista y Los Molinos.
En abril de 2003 se inauguró la línea 12 del Metro de Madrid, donde Getafe cuenta con ocho estaciones, uniendo así las ciudades del sur con la capital. Además, por Getafe pasan dos líneas de tren de Cercanías Madrid (C-3 y C-4) con cinco estaciones en la ciudad. En 2019, el gobierno de la Comunidad de Madrid anuncia un proyecto de ampliación de la línea 3 de Metro de Madrid hasta Getafe.

## Geografía

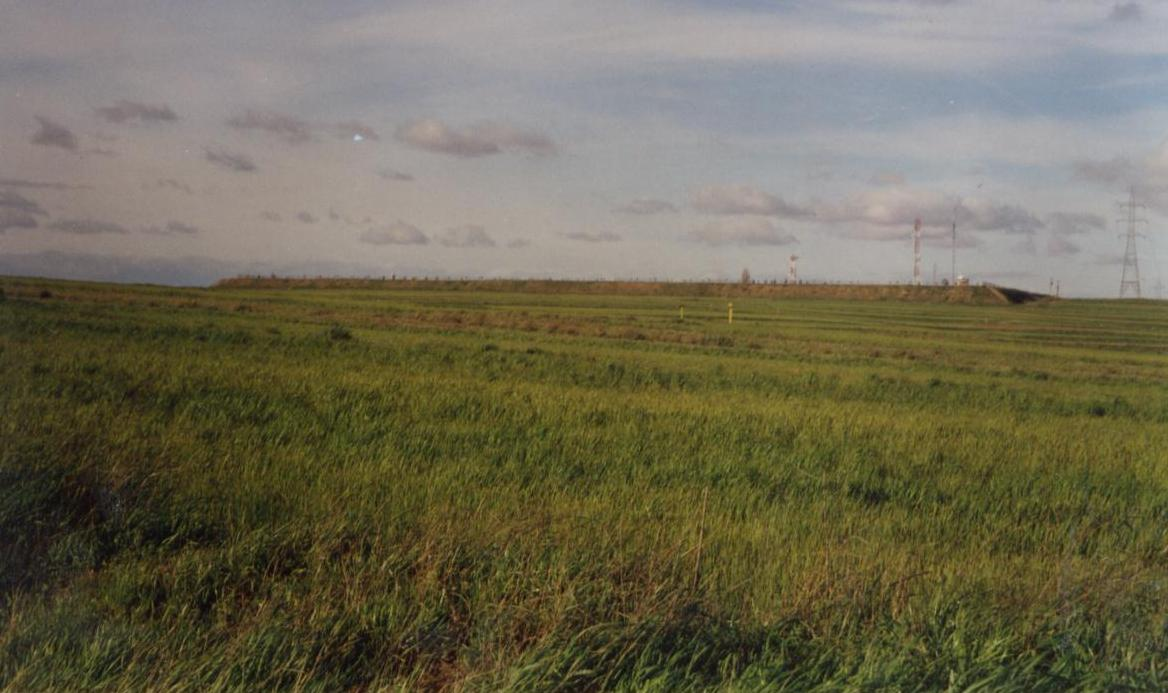
Cerro Buenavista, la mayor elevación del término municipal, con 704 m. En su cima hay un depósito de agua del Canal de Isabel II

Getafe está situado en la zona sur de la Comunidad de Madrid, en España, en el suroeste de Europa, en el norte de la Submeseta Sur (división de la Meseta Central), en la cuenca del río Manzanares, y entre los 610 y 640 m de altitud. Sus coordenadas son 40°18′ N 3.º 43' O. Tradicionalmente se considera que en Getafe se encuentra el centro geográfico de la península ibérica, aunque según el Instituto Geográfico Nacional la ubicación exacta del mismo es difícil de determinar, muy dependiente de la metodología utilizada, y algunos estudios modernos lo sitúan más al oeste, en la provincia de Toledo.
El término municipal de Getafe tiene una superficie de 78,74 km², un perímetro de 46,5 km y una forma alargada de oeste a este, con una distancia máxima en esta dirección de 16 km, y 7 km de norte a sur. La parte más oriental del término municipal está dentro del parque regional del Sureste, abarcando las terrazas del río Manzanares, parte del arroyo Culebro y los cerros de la Marañosa.

#### Distancias
Estas son las distancias a algunas ciudades, a los mares que bañan la costa española y a las fronteras con Portugal y Francia:
- Puerta del Sol de Madrid: 13 km
- Toledo: 59 km (capital de provincia, aparte de Madrid, más cercana)
- Gerona: 725,6 km (capital de provincia más lejana dentro de la península)
- Leganés: 4,3 km
- Fuenlabrada: 7,5 km
- Parla: 8 km
- Mar Mediterráneo (Valencia): 387 km
- Mar Cantábrico (Bilbao): 412 km
- Océano Atlántico (Aveiro): 536 km
- Frontera con Portugal: 402 km
- Frontera con Francia: 510 km

### Relieve

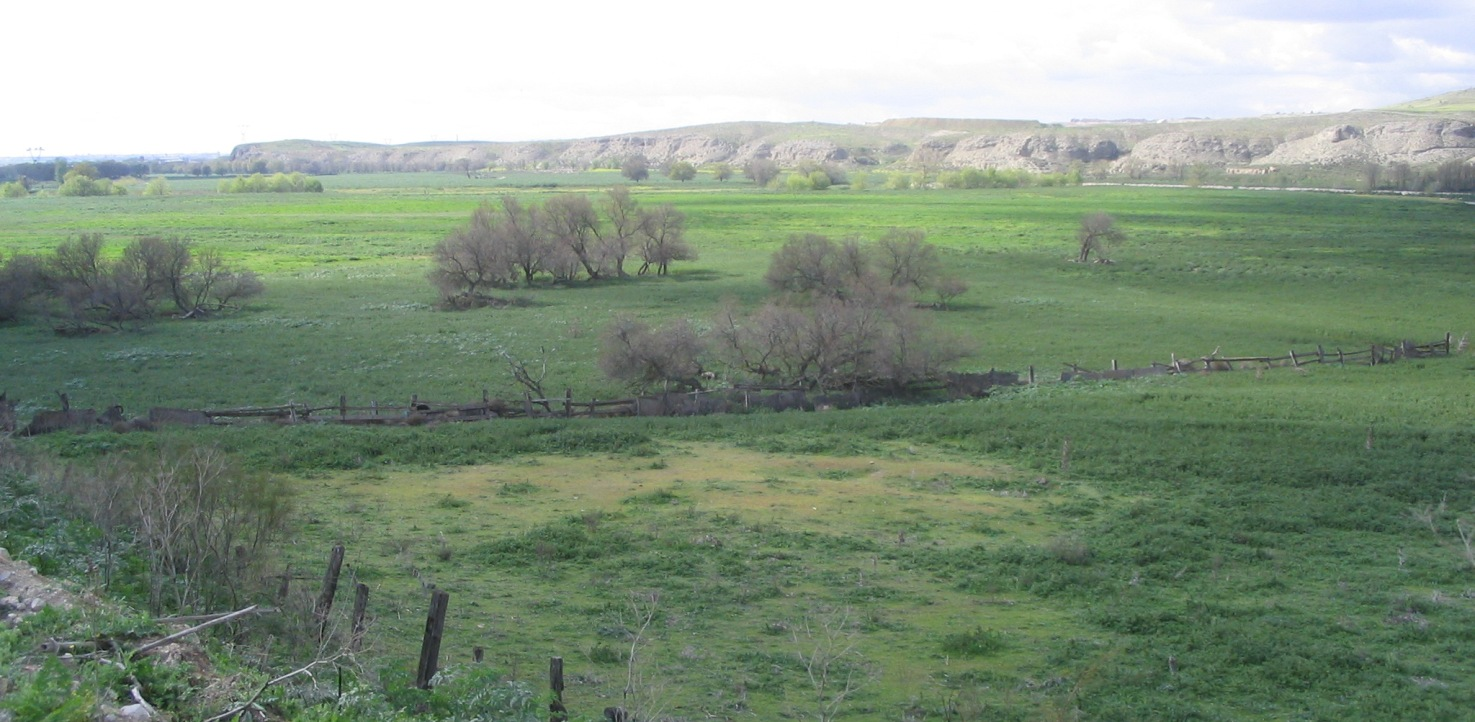
Parte getafense de la vega del Manzanares. Es la zona más baja del término municipal (540 m)

El relieve del término municipal de Getafe es bastante llano, con una inclinación menor del 5 % hacia el este y con una altitud media de 631 m sobre el nivel del mar. La altitud mínima se encuentra en el extremo este, en el río Manzanares, con 540 m, y la máxima elevación está en el cerro Buenavista, con 704 m, situado en el extremo oeste del término municipal, limitando con Leganés. La zona más accidentada es la de los cerros de la Marañosa, situados en el sureste, cuya máxima elevación es de 698 m. En el centro del término municipal está el cerro de los Ángeles (670 m). El suelo de Getafe se erosiona con facilidad ante la acción del agua, y para evitar esto, en las laderas de cerros como el de los Ángeles y los de la Marañosa se han plantado bosques de pinos carrascos.

### Hidrografía

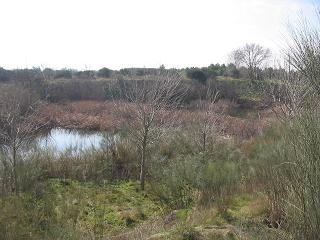
Lagunas de Perales. Estas cuatro pequeñas lagunas están protegidas puesto que quedan pocas así

Por la parte más oriental del término municipal pasan 9,5 km del río Manzanares, por toda la zona sur transcurren 16,5 km del arroyo Culebro, y en el sureste descienden 2 km del barranco de Filipinas desde los cerros de la Marañosa. Hay dos canales artificiales que transcurren por ambos lados del río Manzanares y paralelos a este, cuya función es regar los cultivos de regadío aledaños al río. A 2 km al este del cerro de los Ángeles están las lagunas de Perales, unas de las pocas que quedan en la zona. El arroyo Culebro y el barranco de Filipinas llevan un caudal escaso y nulo en la estación estival, mientras que el río Manzanares lleva agua todo el año. Por tanto, el término municipal de Getafe se halla dentro de la cuenca del río Manzanares, salvo una pequeña parte del sureste, que pertenece a la del río Jarama.

### Límites
El término municipal de Getafe limita con los siguientes términos municipales: al norte con Villaverde y Villa de Vallecas (distritos de Madrid), al este con Rivas-Vaciamadrid, al sureste con San Martín de la Vega, al sur con Pinto, al suroeste con Fuenlabrada, y al oeste con Leganés.
| Noroeste: Leganés     | Norte: Madrid (Villaverde) | Nordeste: Madrid (Villa de Vallecas) |
| Oeste: Leganés        |                            | Este: Rivas-Vaciamadrid              |
| Suroeste: Fuenlabrada | Sur: Pinto (Madrid)        | Sureste: San Martín de la Vega       |

### Clima

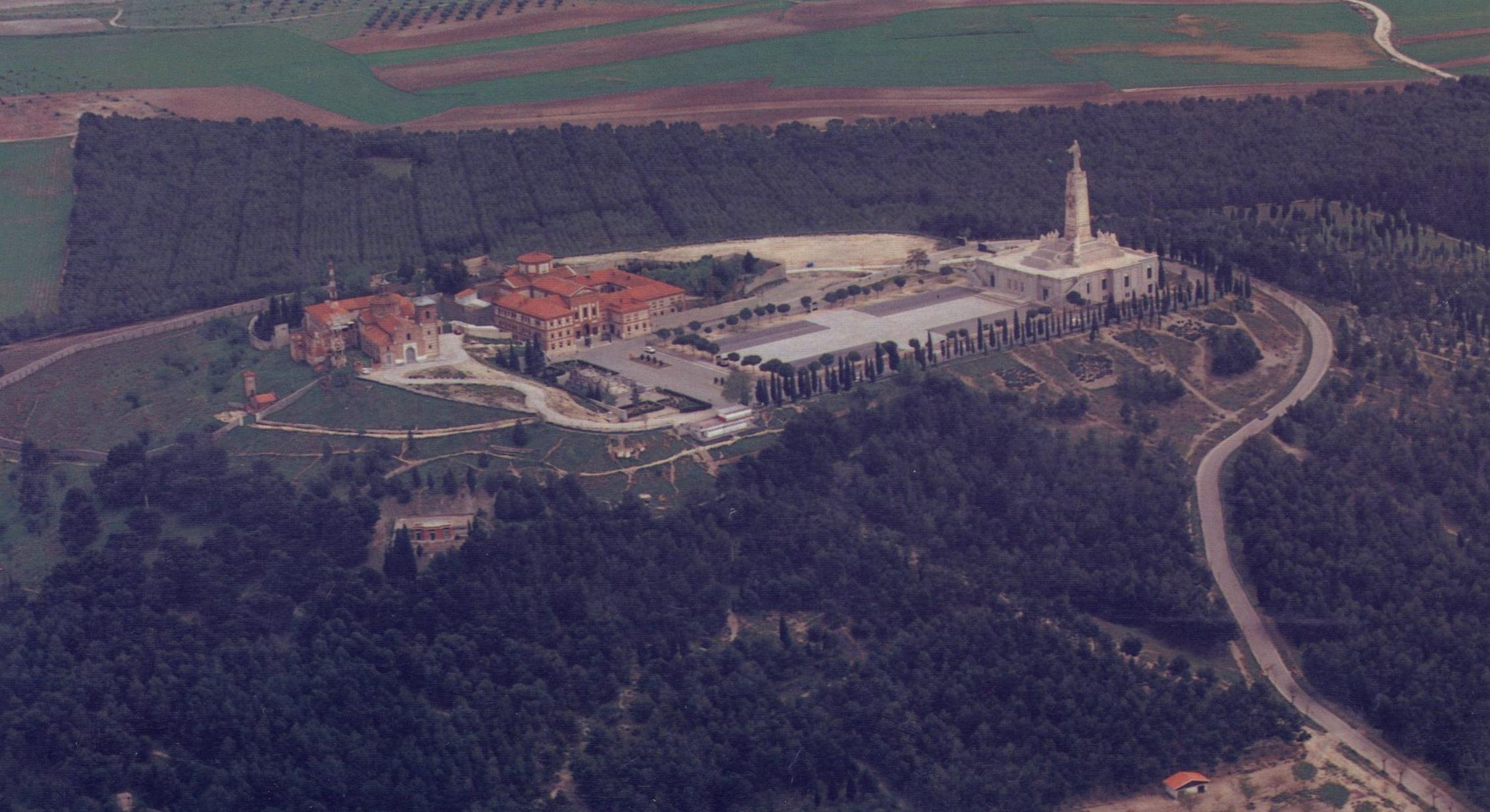
Cerro de los Ángeles

El clima de Getafe, igual que el de Madrid, es un clima mediterráneo típico. De acuerdo con los criterios de la clasificación climática de Köppen el clima de Getafe en el periodo de referencia 1981-2010 se clasifica como un clima de tipo BSk (semiárido templado). La temperatura media (periodo de referencia: 1981-2010) se sitúa en torno a los 15 °C.
Los inviernos son fríos, con una temperatura media en enero de unos 6 °C, unas máximas medias de entre 10 y 11 °C, y mínimas de alrededor de 1 °C. Las heladas son frecuentes en invierno y las nevadas ocasionales (unos 3 días de nieve al año). Por el contrario los veranos son calurosos, con medias en el mes más cálido (julio) que rondan los 26 °C, máximas medias de alrededor de los 33 °C y mínimas en torno a los 17 °C. La aplitud térmica diaria es alta (entre 11 y 12 °C). La amplitud térmica anual es también alta, situándose en torno a los 20 °C.
La precipitación anual no llega a los 400 mm, con un mínimo marcado en verano (especialmente en julio y agosto). La humedad media a lo largo del año se sitúa alrededor del 57 %, con una gran oscilación entre las épocas frías, mucho más húmedas, y las cálidas, que resultan muy secas.
A continuación se muestran los valores climatológicos del observatorio de la AEMET situado en la base aérea de Getafe, a 620 m sobre el nivel del mar, tomando los años 1981-2010 como periodo de referencia. Nótese que los valores extremos están también tomados en dicho periodo.
| Parámetros climáticos promedio de Observatorio de la Base Aérea de Getafe (620 m s. n. m.) (Periodo de referencia: 1991-2020, extremos: 1951-presente) | Parámetros climáticos promedio de Observatorio de la Base Aérea de Getafe (620 m s. n. m.) (Periodo de referencia: 1991-2020, extremos: 1951-presente) | Parámetros climáticos promedio de Observatorio de la Base Aérea de Getafe (620 m s. n. m.) (Periodo de referencia: 1991-2020, extremos: 1951-presente) | Parámetros climáticos promedio de Observatorio de la Base Aérea de Getafe (620 m s. n. m.) (Periodo de referencia: 1991-2020, extremos: 1951-presente) | Parámetros climáticos promedio de Observatorio de la Base Aérea de Getafe (620 m s. n. m.) (Periodo de referencia: 1991-2020, extremos: 1951-presente) | Parámetros climáticos promedio de Observatorio de la Base Aérea de Getafe (620 m s. n. m.) (Periodo de referencia: 1991-2020, extremos: 1951-presente) | Parámetros climáticos promedio de Observatorio de la Base Aérea de Getafe (620 m s. n. m.) (Periodo de referencia: 1991-2020, extremos: 1951-presente) | Parámetros climáticos promedio de Observatorio de la Base Aérea de Getafe (620 m s. n. m.) (Periodo de referencia: 1991-2020, extremos: 1951-presente) | Parámetros climáticos promedio de Observatorio de la Base Aérea de Getafe (620 m s. n. m.) (Periodo de referencia: 1991-2020, extremos: 1951-presente) | Parámetros climáticos promedio de Observatorio de la Base Aérea de Getafe (620 m s. n. m.) (Periodo de referencia: 1991-2020, extremos: 1951-presente) | Parámetros climáticos promedio de Observatorio de la Base Aérea de Getafe (620 m s. n. m.) (Periodo de referencia: 1991-2020, extremos: 1951-presente) | Parámetros climáticos promedio de Observatorio de la Base Aérea de Getafe (620 m s. n. m.) (Periodo de referencia: 1991-2020, extremos: 1951-presente) | Parámetros climáticos promedio de Observatorio de la Base Aérea de Getafe (620 m s. n. m.) (Periodo de referencia: 1991-2020, extremos: 1951-presente) | Parámetros climáticos promedio de Observatorio de la Base Aérea de Getafe (620 m s. n. m.) (Periodo de referencia: 1991-2020, extremos: 1951-presente) |
| Mes | Ene. | Feb. | Mar. | Abr. | May. | Jun. | Jul. | Ago. | Sep. | Oct. | Nov. | Dic. | Anual |
| --- | --- | --- | --- | --- | --- | --- | --- | --- | --- | --- | --- | --- | --- |
| Temp. máx. abs. (°C) | 20.8 | 23.0 | 29.0 | 32.6 | 36.4 | 41.0 | 42.0 | 42.6 | 40.0 | 32.6 | 25.2 | 21.8 | 42.6 |
| Temp. máx. media (°C) | 10.8 | 12.9 | 16.7 | 19.3 | 23.9 | 29.8 | 33.6 | 32.9 | 27.5 | 21.0 | 14.6 | 11.1 | 21.2 |
| Temp. media (°C) | 6.3 | 7.7 | 11.0 | 13.5 | 17.7 | 23.1 | 26.5 | 26.0 | 21.3 | 15.8 | 10.0 | 6.8 | 15.5 |
| Temp. mín. media (°C) | 1.7 | 2.5 | 5.3 | 7.7 | 11.5 | 16.4 | 19.4 | 19.1 | 15.1 | 10.5 | 5.4 | 2.5 | 9.8 |
| Temp. mín. abs. (°C) | -12.0 | -12.0 | -6.2 | -2.6 | -1.0 | 4.2 | 8.2 | 7.2 | 3.6 | -2.0 | -5.4 | -10.0 | -12.0 |
| Precipitación total (mm) | 28 | 31 | 32 | 38 | 36 | 16 | 6 | 8 | 23 | 54 | 45 | 37 | 355 |
| Días de precipitaciones (≥ 1 mm) | 5.4 | 5.0 | 5.4 | 6.1 | 5.6 | 2.6 | 1.1 | 1.4 | 2.9 | 6.9 | 6.1 | 5.6 | 54.1 |
| Días de nevadas (≥ 0.01 mm) | 0.9 | 1.0 | 0.4 | 0.0 | 0.0 | 0.0 | 0.0 | 0.0 | 0.0 | 0.0 | 0.1 | 0.4 | 2.9 |
| Horas de sol | 155 | 181 | 223 | 246 | 288 | 336 | 375 | 347 | 267 | 211 | 156 | 136 | 2922 |
| Humedad relativa (%) | 75 | 66 | 58 | 55 | 50 | 40 | 34 | 37 | 47 | 63 | 73 | 78 | 56 |
| Fuente: Agencia Estatal de Meteorología | | | | | | | | | | | | | |

A continuación algunos de los valores extremos registrados en el observatorio meteorológico de la base aérea de Getafe tomados a partir de 1951 para la temperatura y precipitación y a partir de 1961 para el viento: la temperatura máxima absoluta de 41,6 °C registrados el 24 de julio de 1995 y la temperatura mínima absoluta de -12 °C registrada 5 de febrero de 1963, la precipitación máxima en un día de 64,6 mm registrada el 28 de septiembre de 2012 y la máxima racha de viento de 126 km/h registrada el 30 de diciembre de 1981.

### Flora y fauna

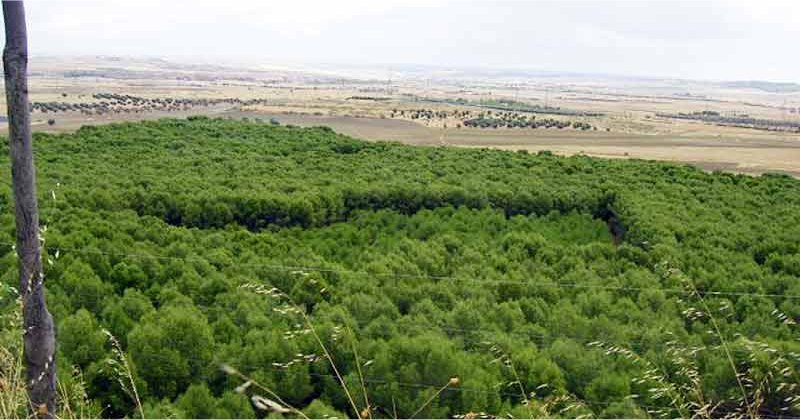
Vista del este del término municipal desde el cerro de los Ángeles. Se aprecia el pinar del cerro, algunos olivares y extensos campos de trigo

La vegetación autóctona de Getafe es la característica del bosque mediterráneo, compuesto por encinas y, en menor medida, alcornoques. En cuanto a las formaciones arbustivas, las especies autóctonas, pero no abundantes, son la jara y la retama. Este bosque y sotobosque autóctono solo ocupa el 16 % de la superficie del término municipal, localizado en los cerros de la Marañosa y en la zona este. En las riberas del río Manzanares y del arroyo Culebro podemos encontrar árboles de hoja caduca y cañas.
La mayor parte del suelo no urbanizado corresponde a cultivos cerealísticos (trigo en su mayoría), y en menor medida de regadío, con huertas en la vega del río Manzanares. Algunas zonas están reforestadas con pinos piñoneros y carrascos, como es el caso del cerro de los Ángeles, el Prado Acedinos, parte de los cerros de la Marañosa y parte del parque del Sector III. En los parques y calles de la ciudad, los árboles más abundantes son el plátano o falso castaño, la acacia de tres puntas, el olmo y el pino piñonero. Con menor presencia, se pueden encontrar cedros, cipreses, pinos carrascos, ciruelos, chopos, abetos y palmeras.
Respecto de la fauna local, cabe destacar la importante población de ciertas aves pequeñas que viven en la propia ciudad como los gorriones y las palomas. En la zona este del término municipal se pueden encontrar aves de mayor tamaño, conejos, zorros, jabalíes y comadrejas. En Perales del Río, habita la mayor comunidad del mundo de cernícalo primilla, un ave de la familia del halcón.

### Urbanismo

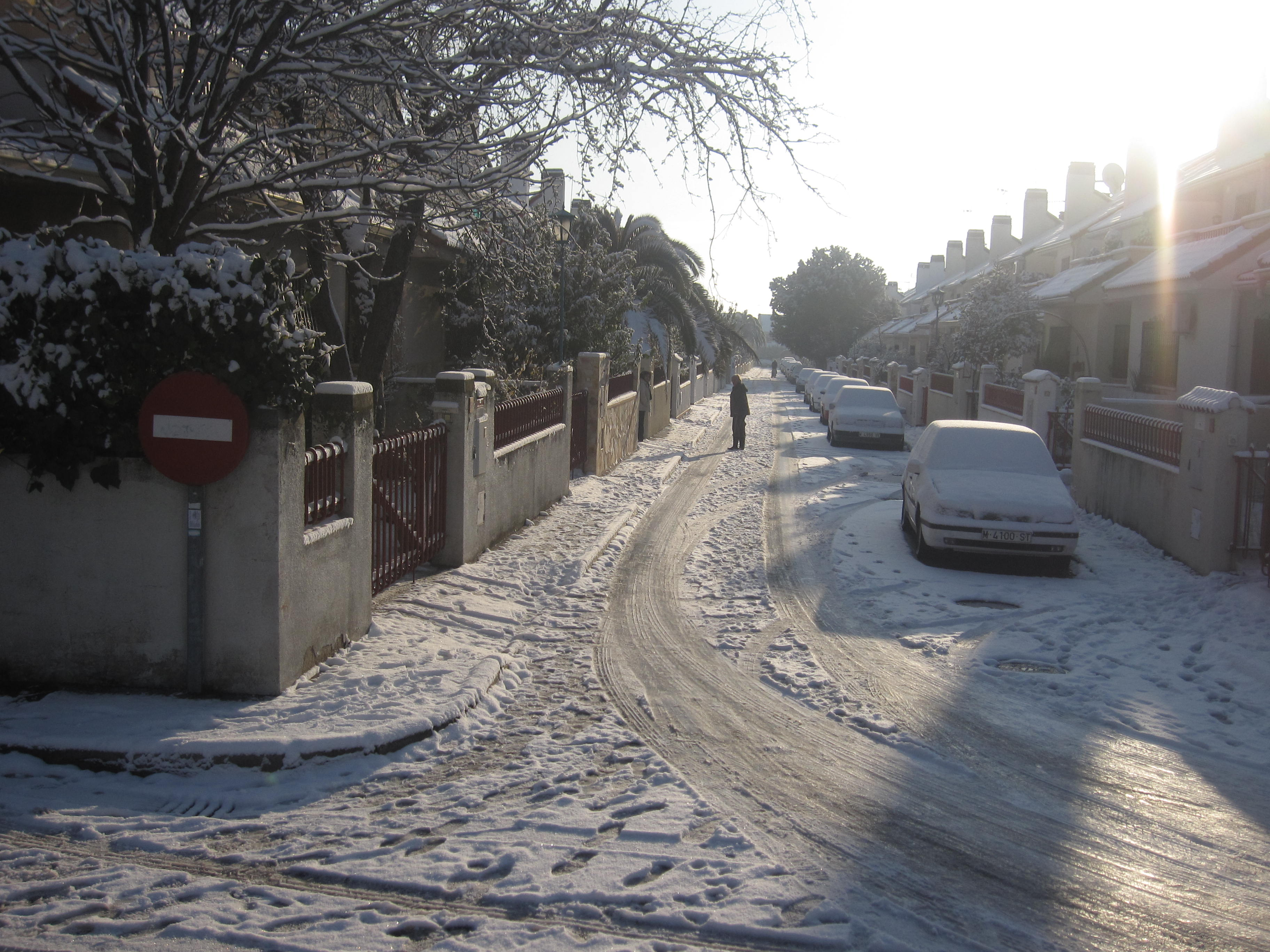
Chalés adosados en el Sector III

El espacio urbano de Getafe se organiza de una manera casi longitudinal, de nordeste a suroeste. Así, la forma alargada que tiene hoy se debe principalmente a la cercanía de la base aérea, que impide su crecimiento hacia el sureste. Las calles más importantes de la ciudad son las calles Madrid y Toledo. Esas dos vías, peatonales en su parte más céntrica, son hoy lo que fue en la Edad Media el camino real de Madrid-Toledo. Getafe tiene otras calles y avenidas importantes que estructuran sus barrios, como es la avenida de España, la avenida de los Ángeles, la avenida de las Ciudades, la avenida de Juan Carlos I y la calle del Ferrocarril.

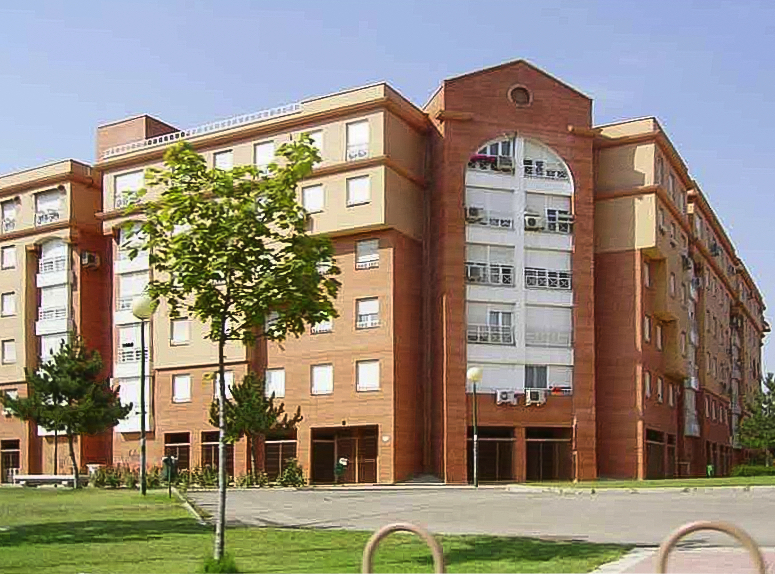
Edificio de viviendas típico de Getafe Norte

Los edificios de la arquitectura popular de Getafe se caracterizan por tener, generalmente, dos plantas, una cubierta inclinada con tejas, varios pequeños balcones en la segunda planta y fachada de ladrillo visto y de color suave, características propias de la arquitectura castellana. Este tipo de casas se encuentran en el barrio centro, pero cada vez hay menos, porque cuando quedan deshabitadas a menudo son demolidas para construir en su lugar un nuevo bloque de viviendas. Una característica especial del urbanismo de Getafe es que la altura media de sus edificios es de cinco plantas, o lo que es lo mismo, unos 17 m. Esta peculiaridad es debida a la cercanía de la base aérea, y hace que Getafe sea una ciudad de edificios bajos, algo poco común en las ciudades de la zona sur de Madrid. De esta forma, las edificaciones de Getafe que superan las ocho plantas son escasas.

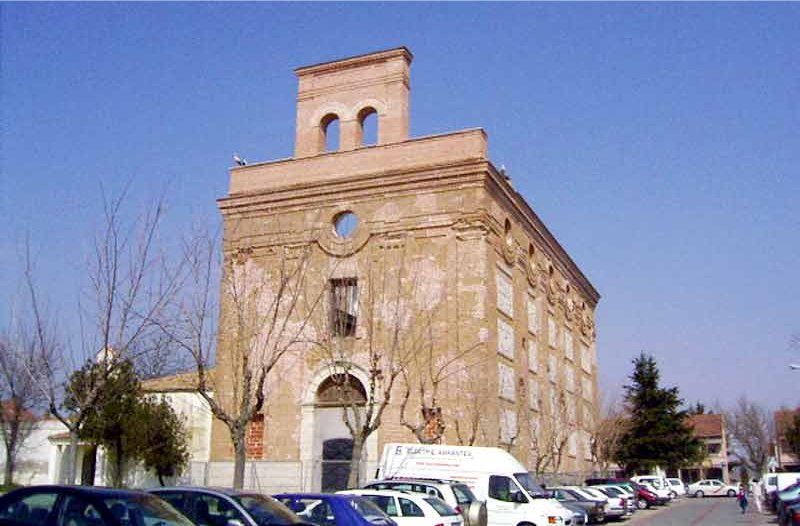
Iglesia de Perales del Río

Pese a los límites urbanísticos impuestos por la base aérea y los propios límites del término municipal, la ciudad tiene una serie de espacios verdes con una superficie importante. Dos de los parques más grandes del municipio son los del Sector III y de La Alhóndiga, ambos unidos. Estas zonas verdes tienen un lago y un río artificiales, dos pinares y numerosos caminos. Ocupan una superficie semejante a la del barrio centro y están ubicados al oeste del centro urbano, separado de este por la autovía de Toledo (A-42) y a espaldas del Hospital Universitario de Getafe. Dentro de la ciudad hay una serie de parques de diversos tamaños y características, los cuales son el de Castilla-La Mancha, el de San Isidro, el de las Escuelas Pías y el de El Casar. Fuera de la ciudad hay dos pinares con merenderos, fuentes y quioscos, los cuales son el del cerro de los Ángeles y el del Prado Acedinos.
Actualmente se están llevando a cabo varias ampliaciones del suelo urbano. Una de ellas es la del barrio de El Bercial y dos de reciente adjudicación: Los Molinos y el cerro Buenavista. La ampliación de El Bercial hará cuadriplicar la superficie del barrio y hará crecer la ciudad hacia el noroeste, uniéndose El Bercial con el centro urbano. Así mismo, se está ampliando hacia el este el polígono industrial de Los Olivos, y Perales del Río está creciendo hacia el oeste, quedándose estos dos barrios cada vez más cerca. En la zona sur, junto a la autovía M-50, se está construyendo el Área Tecnológica del Sur, una zona en la que se crearán salones de exposiciones y espacios para nuevas industrias.
El Ayuntamiento de Getafe tiene varios proyectos para ampliar el suelo urbano de la ciudad con el fin de agrandar barrios. Uno de estos proyectos, ya en marcha, es la ampliación del Sector III, en el que se va a construir viviendas en las inmediaciones del depósito del cerro Buenavista. Otro proyecto es la creación del barrio residencial de Los Molinos, situado al este de Getafe Norte y al norte del polígono de Los Ángeles.

## Demografía
Getafe cuenta con una población de 189 906 habitantes (INE 2024).
Su población está distribuida de manera desigual en los distintos barrios que la conforman: Sector III, San Isidro, Perales del Río, Las Margaritas, La Alhóndiga, Juan de la Cierva, Getafe Norte, El Bercial y Centro.
El barrio que más viviendas tiene es el Centro, con 12 574; seguido de Juan de la Cierva, con 12 072. En tanto que Perales del Río, con 1815 y, El Bercial, con 1820, son los que menos; aunque estos últimos verán incrementado su número considerablemente con los desarrollos urbanísticos programados. Los barrios más poblados son Juan de la Cierva, Centro y Sector III, con 32 925, 32 160 y 24 217 habitantes respectivamente. En el municipio viven 30 000 personas entre los 20 y los 40 años, y 24 personas de 100 o más años (de las cuales 21 son mujeres y 3 son hombres); en términos agregados, predominan las mujeres sobre los hombres, siendo estas 79 514 y los varones, 78 849.
La población extranjera aumenta año tras año en Getafe, y actualmente se sitúa en torno al 9 % respecto al total. Los inmigrantes que llegan a la ciudad proceden principalmente de Hispanoamérica, Europa del este y Europa Occidental. La tasa de crecimiento anual constante se sitúa entre 0,01 y 3,00 %, la tasa de natalidad está entre el 0,01 y el 8 ‰, la tasa de mortalidad entre el 4 y el 8 ‰, y el crecimiento vegetativo del periodo que va de 1996 al 2002 es de entre el 5 y el 10 ‰. El índice de juventud es del 13 %, el índice de envejecimiento del 12 %, y la edad media de los habitantes es menor de 22 años. En cuanto a la religión, más del 85 % de los habitantes se consideran católicos, pero cerca del 20 % de ellos son practicantes que acuden semanalmente a un templo católico.
La población de Getafe ha experimentado un fuerte crecimiento a lo largo de la segunda mitad del siglo XX. Durante toda la Edad Media y hasta 1900, la población rondaba entre los 2500 y los 6000 habitantes. En 1950 la población era de 12 254, en 1970 de 69 424, en 1977 de 124 601, y en 1988 de 136 162 habitantes. Los datos demuestran el fortísimo incremento de población ocurrido a partir de 1960 hasta la actualidad. Hoy en día, la población de la ciudad crece de manera continua y moderada, a razón de una media de 1700 personas por año. Sin embargo, 2006 fue el primer año desde el siglo XVII en que la población descendió, concretamente 2043 personas respecto del año anterior. Actualmente, Getafe es un claro ejemplo de ciudad dormitorio en que cerca de la mitad de su población trabaja en Madrid.
Getafe ocupa el puesto 35 en la lista de ciudades más pobladas de España, detrás de San Sebastián y delante de Burgos. En la Comunidad de Madrid es la sexta ciudad más poblada, detrás de Leganés y delante de Alcorcón. El gentilicio de Getafe es getafense o getafeño, aunque la más usada es la primera forma. Los códigos postales de la ciudad son: 28901-28902 - 28903-28904 - 28905-28906 - 28907-28909.

#### Evolución de la población
| Gráfica de evolución demográfica de Getafe entre 1842 y 2021 |
| |
| Población de derecho según los censos de población del INE Población de hecho según los censos de población del INEEn 1857 crece el término del municipio porque incorpora a Perales del Río |

#### Población por núcleos
Desglose de población según el Padrón Continuo por Unidad Poblacional del INE.
| Núcleos                                                          | Habitantes (2020) | Varones | Mujeres |
| ---------------------------------------------------------------- | ----------------- | ------- | ------- |
| La Aldehuela y la Torrecilla                                     | 51                | 19      | 32      |
| Cerro de los Ángeles                                             | 55                | 25      | 30      |
| Getafe                                                           | 156586            | 76159   | 80427   |
| Perales del Río (La Burela, Casas del Cura y Caserío de Perales) | 9532              | 4717    | 4815    |
| Acedinos                                                         | 0                 | 0       | 0       |
| La Atalayuela                                                    | 0                 | 0       | 0       |
| El Bercial                                                       | 18928             | 9466    | 9462    |
| Cañada del Molino                                                | 0                 | 0       | 0       |
| Los Llanos (Adaro)                                               | 28                | 17      | 11      |

## Economía

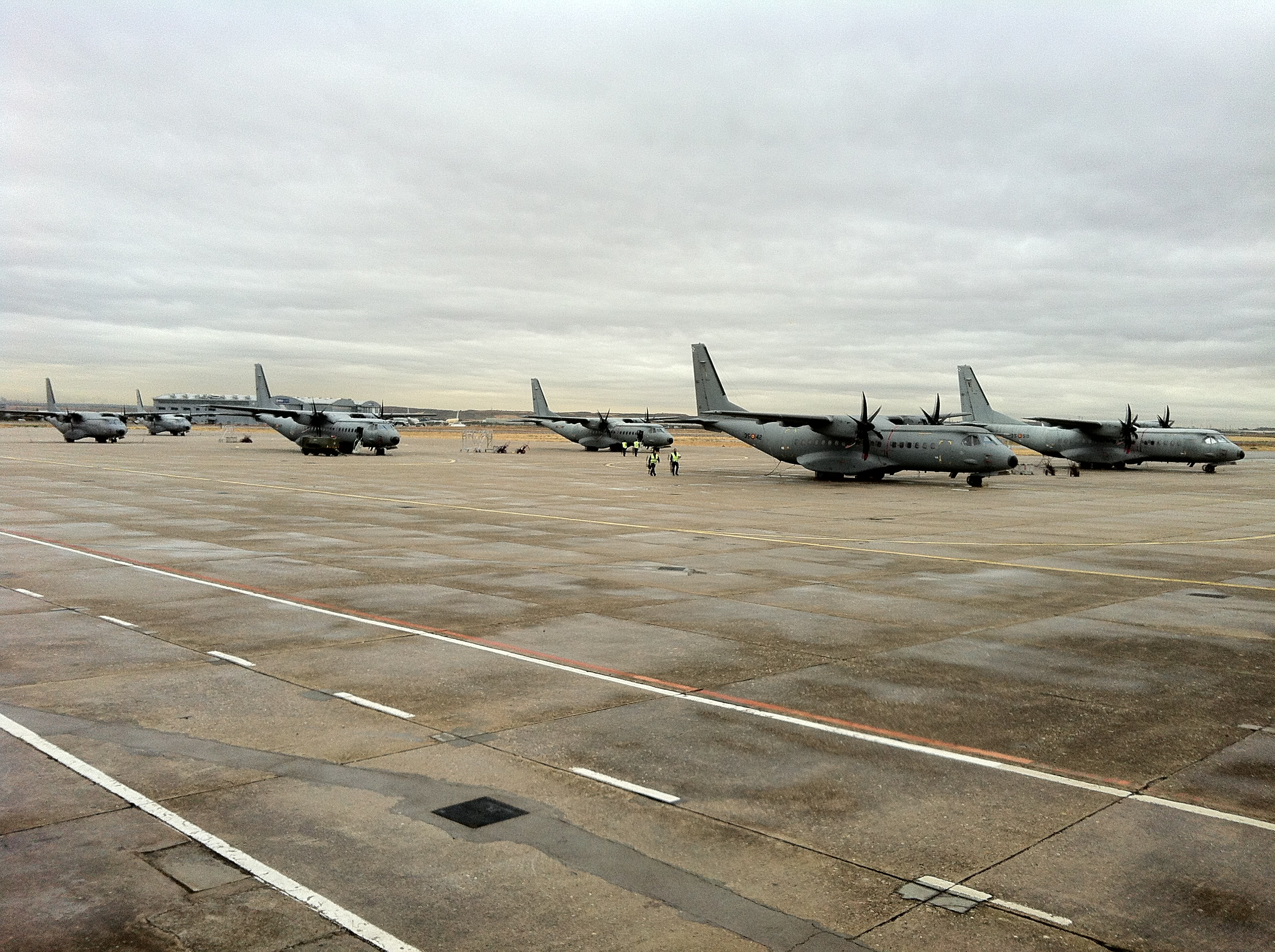
Aviones militares C-295 en la base aérea de Getafe. Al fondo de la imagen y junto a la base se encuentran la fábrica e instalaciones de cuatro de las filiales de EADS: Airbus, Airbus Military, Cassidian y Eurocopter, que emplean a más de 5000 personas.

La economía de Getafe comenzó siendo principalmente agrícola: el sector primario fue el más importante durante gran parte de su historia. A principios del siglo XX aparecieron en el municipio las primeras fábricas, pero no fue hasta la segunda mitad de ese siglo que la industria comenzó a cobrar protagonismo. En la década de los 1960 esta ya era el principal sector de la economía local.

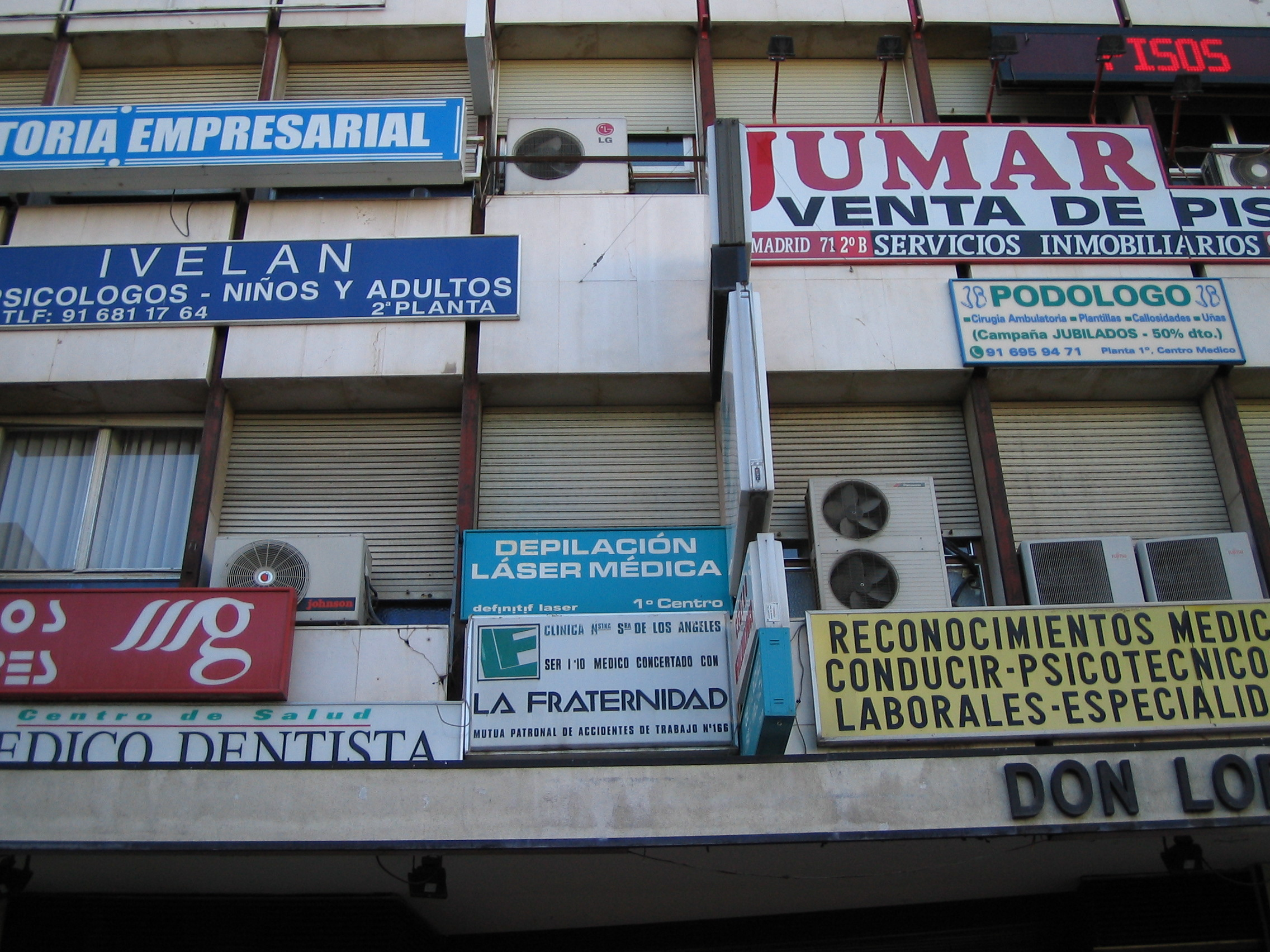
Céntrico edificio lleno de comercios

Hoy en día la economía getafense es mayormente industrial, puesto que la ciudad cuenta con cinco polígonos industriales. Después de Madrid, Getafe es la ciudad más industrializada de la Comunidad de Madrid, teniendo numerosas industrias como John Deere, Siemens o Construcciones Aeronáuticas SA, entre otras muchas. La ciudad cuenta con cinco polígonos industriales repartidos en las zonas periféricas. En cuanto al tipo de actividad industrial, la industria getafense se divide así: el 34 % es de metalurgia, el 20 % de alimentación, el 14 % de madera y mueble, y el 6 % de textil y piel; otras industrias como el papel y artes gráficas o la construcción ocupan porcentajes menores. En cuanto a la minería, existen unas canteras en la zona este del término municipal que se explotan intensivamente.
El sector de servicios comenzó a despuntar a finales de los años noventa con la creación de nuevos centros comerciales y de ocio, y las nuevas oficinas instaladas en el centro urbano. Actualmente este sector está en constante crecimiento. Los sábados por la mañana hay un mercadillo ambulante en el aparcamiento de la estación de Cercanías de Las Margaritas.
El peso de la agricultura en la economía local se ve ya muy reducido, aunque la zona este del término municipal conserva buenas extensiones de cultivo de secano y regadío. El cultivo predominante es el trigo, y existen pequeñas extensiones de olivo, vid y huertas. La ganadería, cada vez menos presente, aún se conserva en las inmediaciones del cerro Buenavista y, sobre todo, en los pastos próximos al río Manzanares. Los vinos que se elaboran en Getafe reciben la Denominación de Origen de Vinos de Madrid y se enmarcan dentro de la Subzona Arganda, que abarca todo el sureste de la Comunidad de Madrid.
Actualmente, sólo el 28 % de su población activa trabaja dentro del municipio.

### Turismo
El turismo está poco desarrollado en la ciudad. Las plazas hoteleras de la ciudad son numerosas y a menudo son muy solicitadas, debido a que los turistas que visitan Madrid y el centro de España encuentran en Getafe una variada oferta hostelera muy cercana a la capital.

## Administración y política

### Gobierno municipal

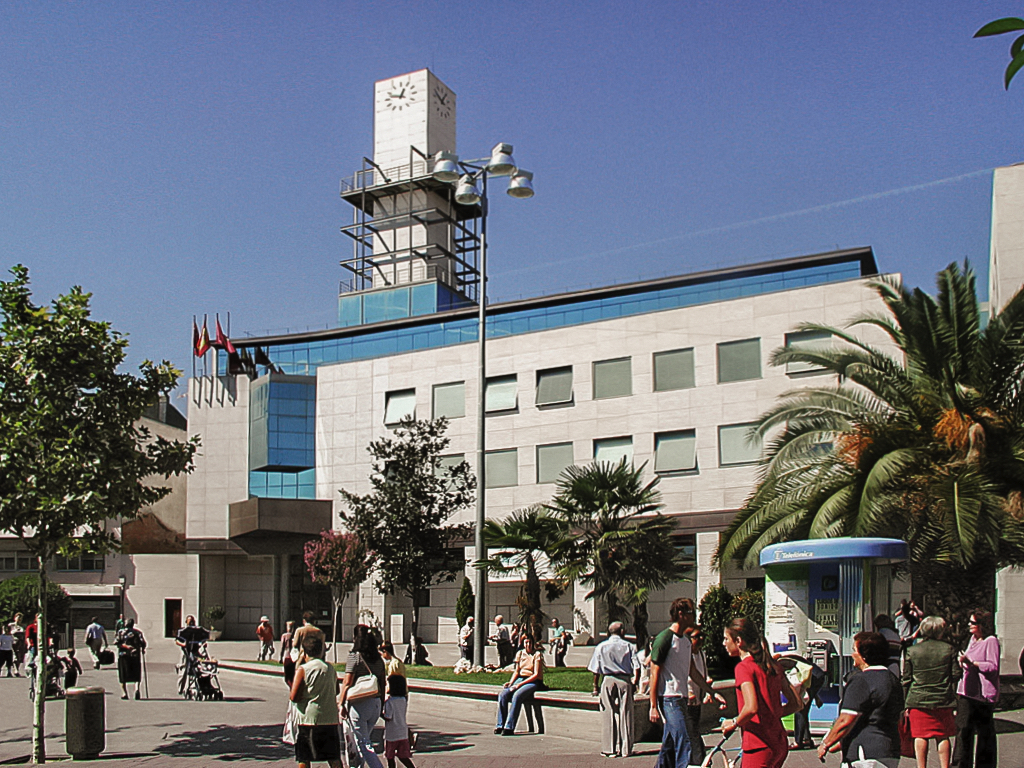
Ayuntamiento de Getafe

Actualmente, gobierna en coalición el Partido Socialista Obrero Español, Más Madrid-Compromiso con Getafe y Podemos-IU-AV, siendo la alcaldesa del municipio Sara Hernández Barroso, del Partido Socialista Obrero Español, quien ocupa el cargo desde 2015. Hernández fue además, secretaria general del PSOE de la Comunidad de Madrid de 2015 a 2017. Los partidos políticos más relevantes en el ámbito local, además del PSOE, son el Partido Popular y partidos a la izquierda del PSOE como Más Madrid Compromiso con Getafe y Podemos-IU-AV. Getafe se ha caracterizado tradicionalmente por poseer una población mayoritariamente obrera; asimismo, a lo largo de su historia, los partidos políticos más influyentes han sido los del ala izquierda: sobre todo, el PSOE; aunque en alguna excepción ha ganado el PP.
| Periodo   | Nombre                    | Partido | Partido                                  |
| --------- | ------------------------- | ------- | ---------------------------------------- |
| 1979-1983 | Jesús Prieto de la Fuente |         | Partido Socialista Obrero Español (PSOE) |
| 1983-2011 | Pedro Castro Vázquez      |         | Partido Socialista Obrero Español (PSOE) |
| 2011-2015 | Juan Soler-Espiauba       |         | Partido Popular (PP)                     |
| 2015-act. | Sara Hernández            |         | Partido Socialista Obrero Español (PSOE) |

En las elecciones municipales de 2015, el PP obtuvo 9 ediles (28,57 % de los votos), convirtiéndose en la fuerza política más votada. Sin embargo, el PSOE se hizo con la alcaldía tras un pacto entre los partidos de izquierda, que juntos sumaban mayoría absoluta. Las elecciones municipales de Getafe se celebran cada cuatro años, junto con las elecciones autonómicas. Los próximos comicios al gobierno local se celebrarán en el año 2019.
El Ayuntamiento de Getafe se estructura en diferentes áreas: de hacienda, patrimonio y seguridad ciudadana; de urbanismo; de función pública, régimen interior y cultura; de desarrollo económico, formación y empleo; social, participación ciudadana y drogodependencias; de acción ciudadana; y de gestión de las empresas municipales de limpieza y medio ambiente y del suelo y la vivienda. El ayuntamiento celebra plenos ordinarios cada mes, aunque con frecuencia se celebran plenos extraordinarios, con el fin de debatir temas y problemas que afectan al municipio.
Getafe es una de las ciudades más destacadas en la lucha obrera debido a la gran cantidad de población que trabajaba en la industria local. Los sindicatos con mayor impacto en el municipio son Comisiones Obreras (CC.OO.), CSIT Unión Profesional y UGT. Dichas formaciones tienen sucursal en Getafe y cuentan con una gran afiliación. Getafe también forma parte del conocido como «cinturón rojo» de la Comunidad de Madrid.
| Partido político                                       | 2023        | 2023        | 2023        | 2019   | 2019  | 2019       | 2015   | 2015  | 2015       | 2011   | 2011  | 2011       | 2007   | 2007  | 2007       |
| Partido político                                       | Votos       | %           | Concejales  | Votos  | %     | Concejales | Votos  | %     | Concejales | Votos  | %     | Concejales | Votos  | %     | Concejales |
| Partido Socialista Obrero Español (PSOE)               | 33 691      | 36,28       | 10          | 31 626 | 35,16 | 11         | 23 868 | 27,30 | 8          | 26 711 | 32,64 | 9          | 35 271 | 45,11 | 13         |
| Partido Popular (PP)-Alianza Popular (AP)              | 31 176      | 33,57       | 10          | 14 502 | 16,12 | 5          | 24 985 | 28,57 | 9          | 34 652 | 42,35 | 12         | 29 016 | 37,11 | 11         |
| Más Madrid-Compromiso con Getafe (MMCCG)               | 10 059      | 10,83       | 3           | 4979   | 5,53  | 1          | —      | —     | —          | —      | —     | —          | —      | —     | —          |
| Podemos                                                | 7721        | 8,31        | 2           | 11 319 | 12,58 | 4          | —      | —     | —          | —      | —     | —          | —      | —     | —          |
| Vox                                                    | 7338        | 7,90        | 2           | 5847   | 6,50  | 2          | 0,67   | 585   | 0          | —      | —     | —          | —      | —     | —          |
| Ciudadanos (CS)                                        | 1797        | 1,94        | 0           | 14 146 | 15,73 | 4          | 7081   | 8,10  | 2          | —      | —     | —          | —      | —     | —          |
| Izquierda Unida (IU)-Partido Comunista de España (PCE) | Con Podemos | Con Podemos | Con Podemos | 2378   | 2,64  | 0          | 4993   | 5,70  | 1          | 11 487 | 14,04 | 4          | 9348   | 11,96 | 3          |
| Unión Progreso y Democracia (UPyD)                     | —           | —           | —           | 231    | 0,26  | 0          | 2622   | 3,00  | 0          | 5407   | 6,61  | 2          | —      | —     | —          |
| Ahora Getafe                                           | —           | —           | —           | —      | —     | —          | 20 647 | 23,61 | 7          | —      | —     | —          | —      | —     | —          |

### Organización territorial

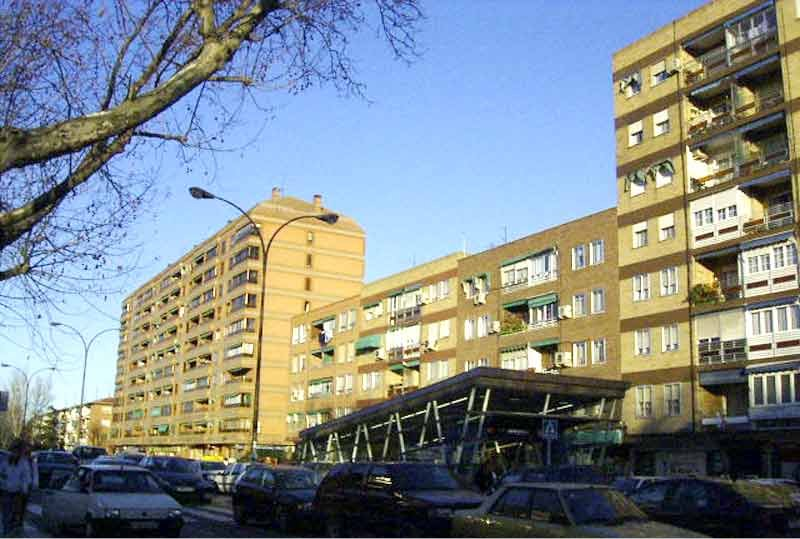
Avenida de España, con la estación de metro de Juan de la Cierva

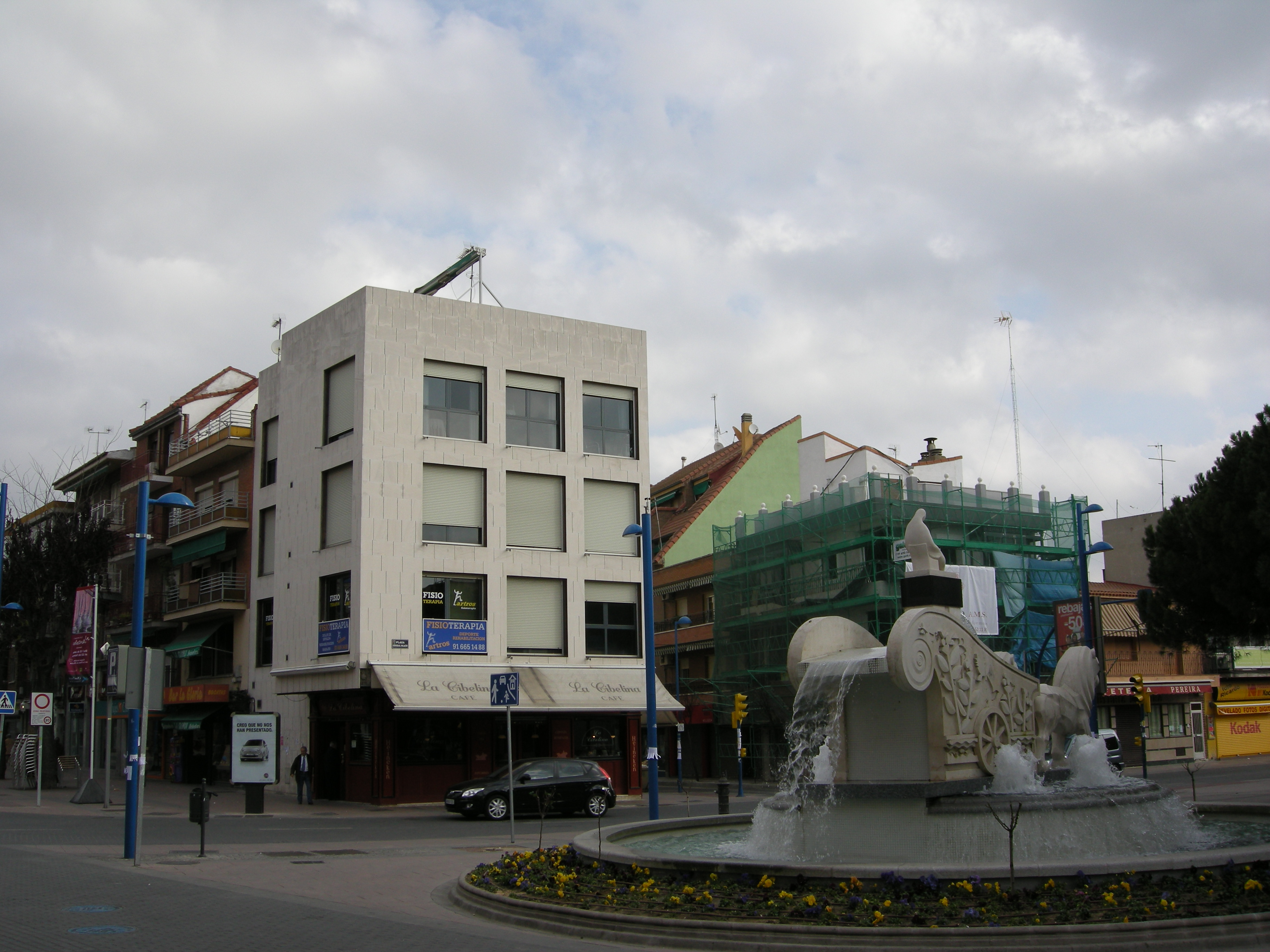
La Cibelina frente a un moderno edificio en la plaza del General Palacios (Centro)

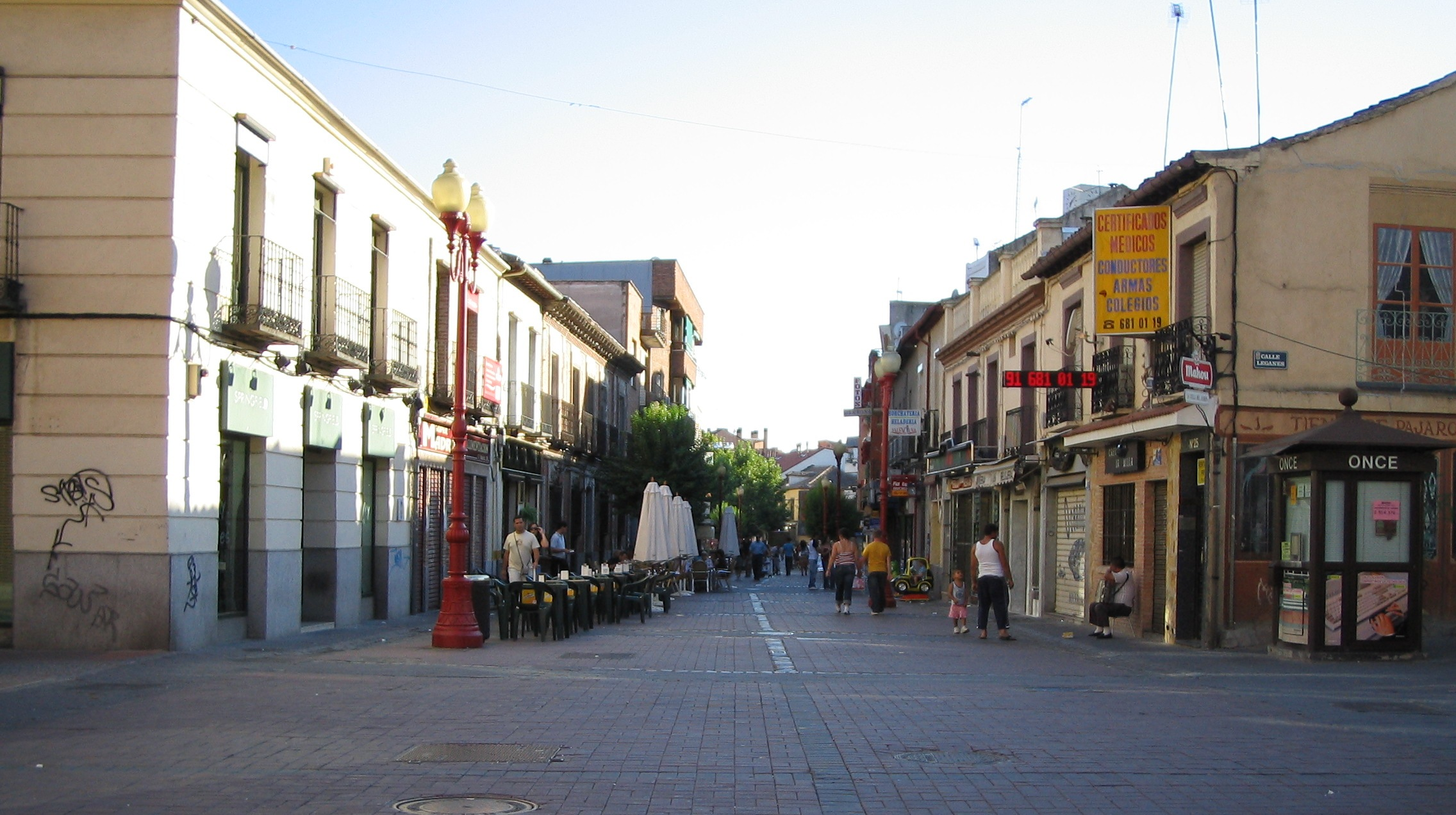
Calle Madrid, una de las más importantes de la ciudad

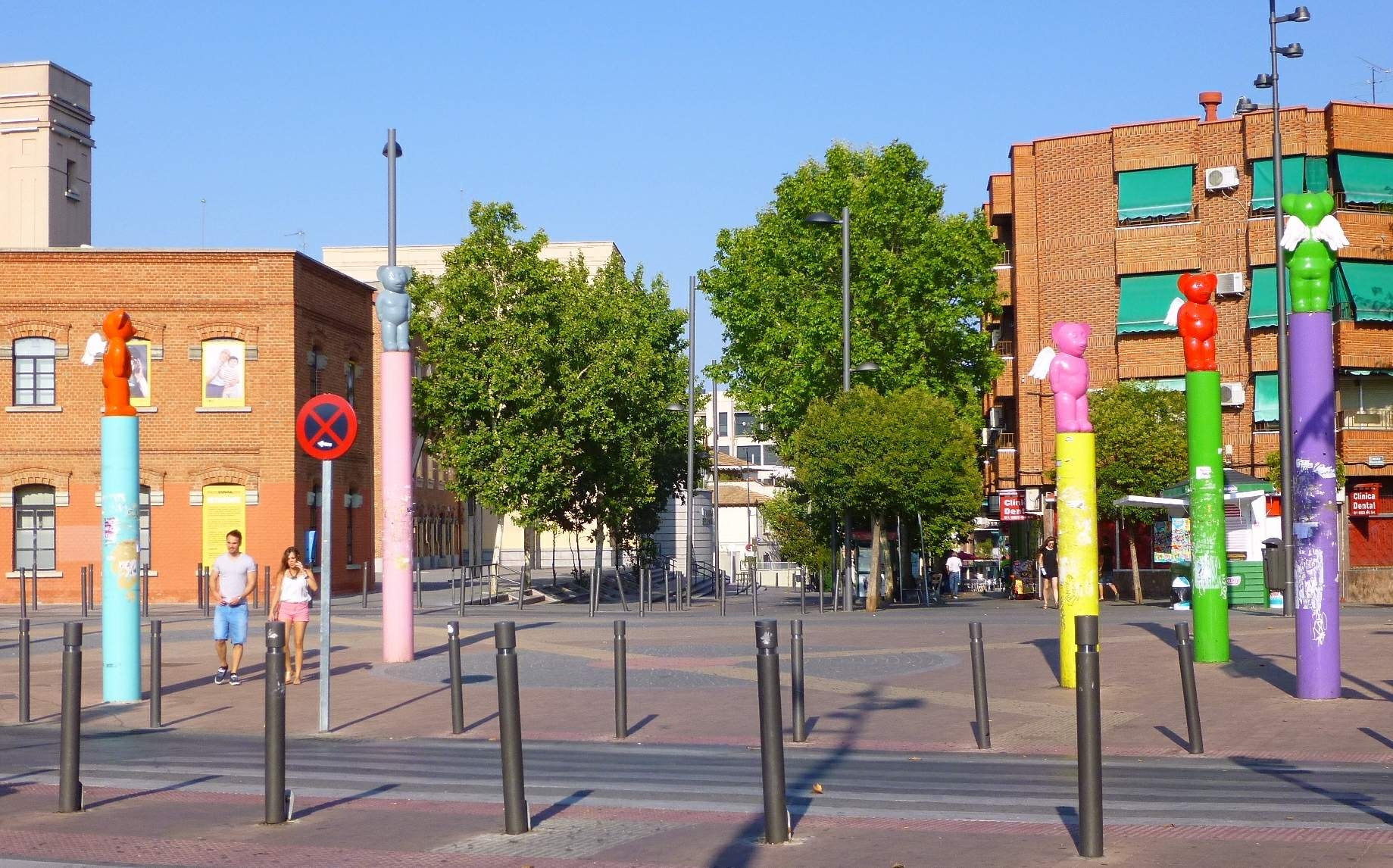
Los Ositos, de Eladio de Mora (dEmo Artist) en el paseo de la Estación

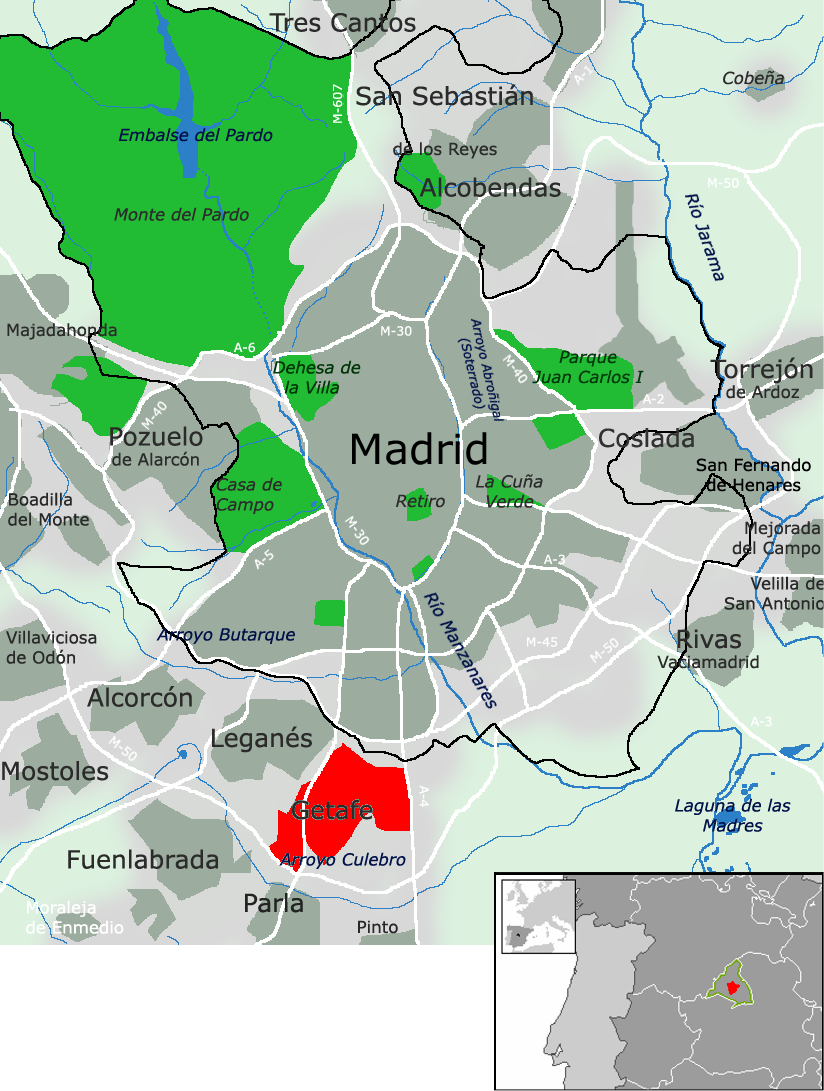
Ubicación de Getafe dentro del área metropolitana de Madrid

Antes del siglo XX, la ciudad tenía solo un barrio, que corresponde al barrio centro y La Alhóndiga. Perales del Río es también uno de los barrios más antiguos del municipio, ya que data de, aproximadamente, el siglo XVII. A partir de la década de 1960 el rápido aumento de la población obligó la creación de nuevos barrios como los de San Isidro en el sur, Juan de la Cierva en el este, Las Margaritas en el norte y El Bercial en el oeste. En los años 1980, se construyó el Sector III en el suroeste, se amplió Perales del Río, y en la década siguiente se creó Getafe Norte. Hoy en día, Getafe está dividido en once barrios y cinco polígonos industriales. A continuación se enumeran:
Centro
El barrio centro el más céntrico y antiguo del municipio. Conserva un ambiente castizo, tradicional y comercial. Es el más poblado de Getafe y tiene un gran número de calles peatonales. En él están el ayuntamiento, la catedral, las Escuelas Pías (colegio La Inmaculada - PP. Escolapios) y el Hospitalillo de San José.
El Bercial
El Bercial es un pequeño barrio aislado del casco urbano y unido a un polígono industrial de Leganés. Data de la década de los 1970, y actualmente se está ampliando de una forma notable, pasando a ser uno de los barrios más grandes del municipio y contando con un gran centro comercial de la firma de El Corte Inglés que ya lleva varios años operativo. Se han realizado varios puentes sobre la autovía de Toledo A-42 por lo que ya se encuentra unido al municipio por varias calles.
Getafe Norte
Construido en la década de los 1990, es el barrio más septentrional de la ciudad. En él, está el estadio de fútbol Coliseum. Gran parte de este barrio está constituido por chalés.
Barrio de Juan de la Cierva
Es un céntrico y comercial barrio que recibe el nombre del famoso ingeniero. Data de la década de los 1970 y actualmente es el segundo más poblado de Getafe.
La Alhóndiga
Está al oeste del Centro, junto a la autovía A-42 y al Hospital Universitario de Getafe. La reciente creación de viviendas en las llamadas zonas de El Rosón y Kelvinator han ampliado el barrio de La Alhóndiga hacia el norte. Gracias a ello, en la actualidad es un barrio también cercano a la Universidad Carlos III y la estación de Cercanías de Renfe de Las Margaritas. Tiene un club de fútbol originario del barrio llamado Asociación Deportiva Alhóndiga.
Las Margaritas
Es un pequeño barrio situado junto a la Universidad Carlos III y las residencias de estudiantes. Data de la década de los 1970 y tiene un importante polideportivo.
Barrio de San Isidro
Este barrio está situado al sur del Centro, posee un importante polideportivo y grandes zonas verdes. Data de la década de 1970.
Sector III
El Sector III es un barrio de viviendas unifamiliares. Es el más extenso del municipio, y el tercero más poblado; se construyó en la década de los 1980 y se amplió con el Arroyo Culebro.
Los Molinos
Situado entre el barrio de Getafe Norte, el polígono de Los Ángeles y las carreteras A4 y M-45.
Buenavista
Situado en la zona Noroeste del barrio del Sector III colindando además con la M-50 y el parque Alhóndiga.
Perales del Río
Es el barrio más alejado del casco urbano. Está situado junto al río Manzanares en el extremo este del término municipal. Aunque es uno de los barrios más antiguos del municipio, se está agrandando actualmente.
Cinco polígonos industriales
Los cinco polígonos industriales están repartidos por las zonas periféricas de la ciudad. En la zona Este de la ciudad están los de Los Ángeles, San Marcos y Los Olivos. En la zona sur del término municipal está el de El Culebro, y junto al barrio de Las Margaritas está el de El Rosón. Y en la actualidad se está realizando el polígono más grande de todos, Carpetania, con grandes empresas y multinacionales que se están trasladando al mismo.

## Servicios

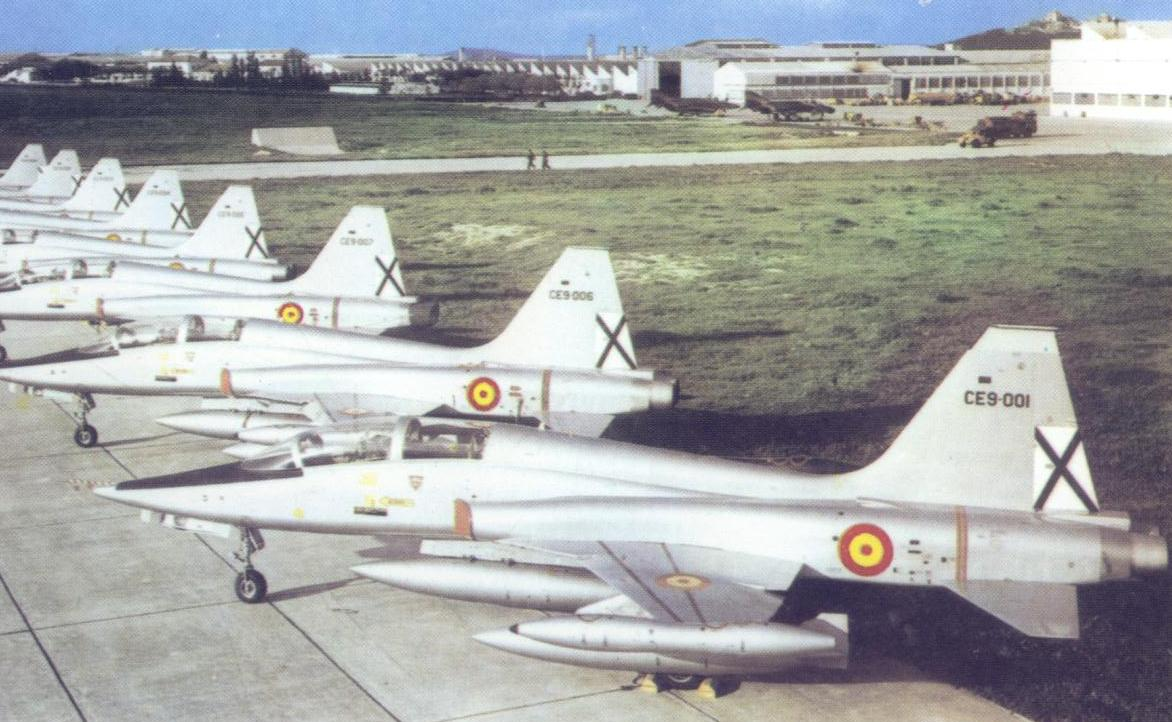
Aviones en la Base Aérea de Getafe

Esta ciudad ha crecido mucho en las últimas décadas, induciendo un incremento análogo en el número de dotaciones y equipamientos. Algunas de estas son las siguientes:
- Las facultades de Humanidades, Ciencias Jurídicas, y el rectorado de la Universidad Carlos III de Madrid. Las instalaciones están en el barrio de Las Margaritas.
- La residencia de estudiantes Fernando de los Ríos, situada a 500 m de la universidad en el mismo bario.
- El Hospital Universitario de Getafe, famoso por su unidad de quemados. Está junto a la autovía A-42, en el km 12 y es uno de los más grandes de la zona Sur de Madrid.
- La Base Aérea de Getafe, famosa por ser una de las primeras de España. Está situada al Sureste del centro urbano y su uso es casi exclusivamente militar, aunque también la usa la fábrica de Construcciones Aeronáuticas SA.
- El Teatro Federico García Lorca, un gran centro cultural situado en el barrio Centro. Se construyó en la década de los 1990 y actualmente alberga gran cantidad de actos culturales.
- El Coliseum, estadio del Getafe Club de Fútbol. Está en Getafe Norte, se inauguró en 1998 y tiene una capacidad de 17 000 personas.
- El Conservatorio Profesional de Música de Getafe, situado en el Sector III. Es el único conservatorio público de la zona sur de Madrid.
- La línea de tren de Cercanías C-4 a su paso por el centro de Getafe está enterrada desde 2001 para evitar divisiones y ruidos (si bien no se han evitado las vibraciones a los edificios colindantes) y crear así un parque en su antiguo trayecto.

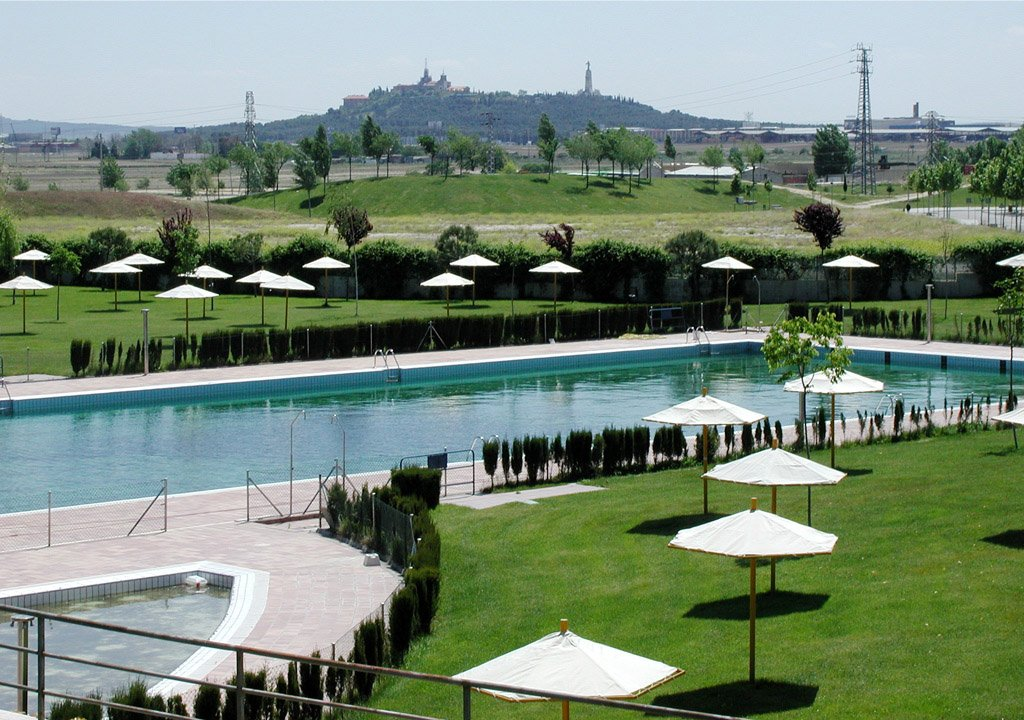
Piscina municipal de Getafe Norte (situada en el término municipal de Madrid). El cerro de los Ángeles al fondo

- El cementerio de Nuestra Señora de la Soledad, situado al sur de la base aérea, es el principal cementerio de la ciudad y fue inaugurado en 1974. Anterior a este, estaba el cementerio Viejo, que se quedó en desuso con la construcción del nuevo.
- Junto a Perales del Río hay una depuradora que trata las aguas del río Manzanares a su paso por el término municipal de Getafe, al igual que la depuradora del arroyo Culebro, situada al sur de Getafe.
- La plaza de toros, construida en 2004 y localizada junto al recinto ferial. Alberga corridas en las fiestas locales.
- Siete polideportivos y tres piscinas municipales.
- Quince templos católicos, once centros cívicos y cinco bibliotecas municipales.
- Es de los pocos municipios de la Comunidad de Madrid, a excepción del propio Madrid, que tiene una catedral; es la catedral de la Magdalena.

### Sanidad

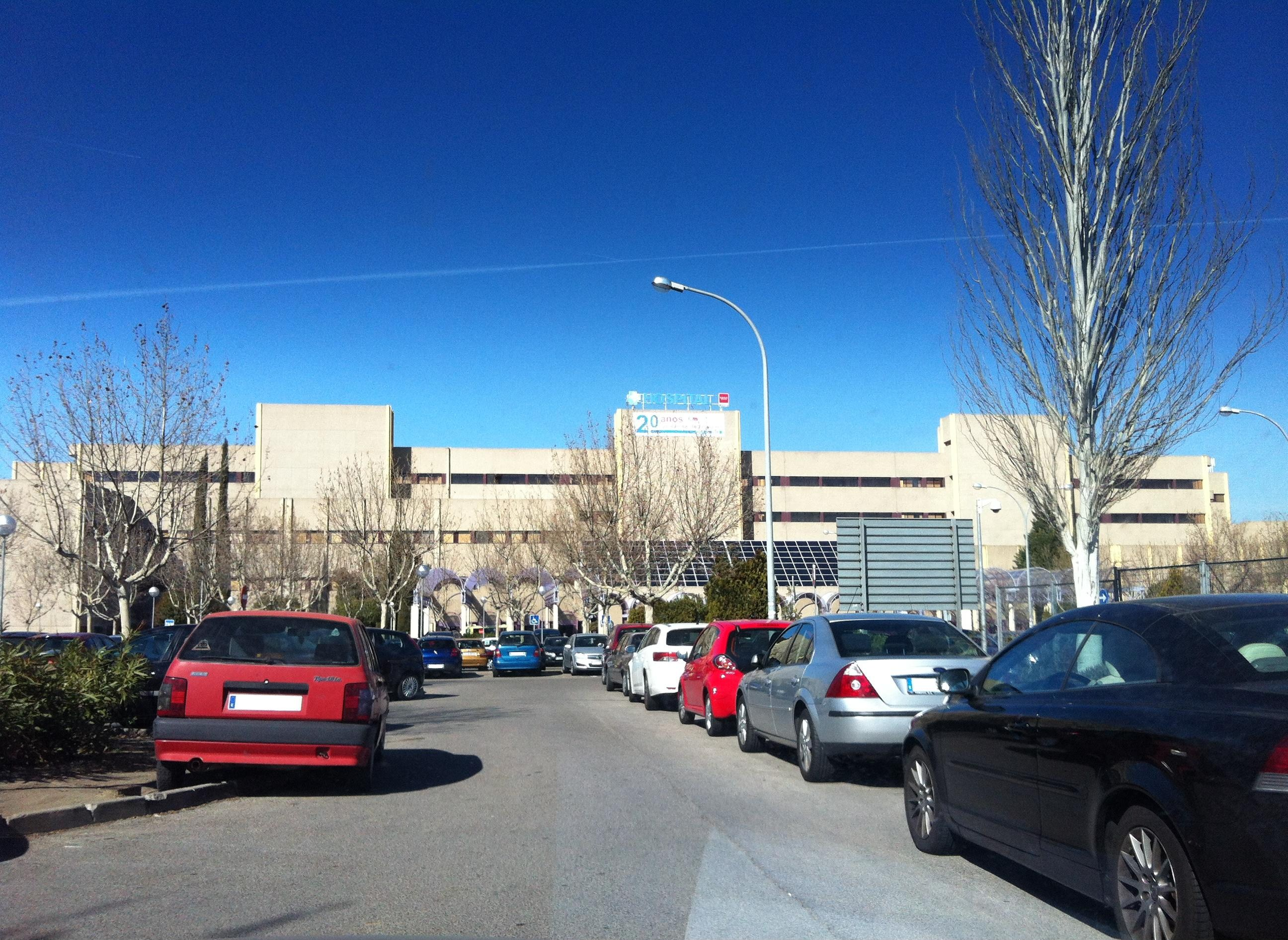
Hospital Universitario de Getafe

Getafe tiene un buen servicio sanitario, tanto público como privado. En la ciudad hay once centros de salud públicos repartidos en los barrios de Juan de la Cierva, Las Margaritas, La Alhóndiga, Getafe Norte, Sector III, El Bercial y Perales del Río. El Hospital Universitario de Getafe, inaugurado en abril de 1991, es el principal centro de salud de la población. Este centro hospitalario, situado junto al barrio de La Alhóndiga, es famoso en toda España por su unidad de quemados. Junto al Prado Acedinos, a 5 km al sur del centro urbano, está la Apanid, una residencia para personas con síndrome de Down. Este centro es único en toda la zona sur de la Comunidad de Madrid.

### Diócesis

Localización y extensión de diócesis de Getafe

La diócesis de Getafe es una de las más nuevas de España. Fue erigida canónicamente por el papa Juan Pablo II el día 23 de julio de 1991, el mismo día de la creación de la nueva diócesis de Alcalá de Henares. Ambas fueron desmembradas de la archidiócesis de Madrid-Alcalá, de la cual son diócesis sufragáneas. La creación de estas dos nuevas diócesis se debió al gran crecimiento demográfico de la archidiócesis de Madrid que, a principios de los años 1990, llegaba ya a los cinco millones de habitantes, de los cuales alrededor del 90 % son considerados católicos.
El territorio diocesano de Getafe abarca toda la zona sur de la Comunidad de Madrid, ocupando una extensión de 2295 km², con una población de 1 122 601 habitantes, distribuidos en 115 parroquias. La catedral de Getafe es la iglesia de La Magdalena, consagrada como catedral el 23 de julio de 1995. La patrona de la diócesis es Nuestra Señora de los Ángeles, cuya devoción está unida, según dice la tradición, a su santuario en el cerro de los Ángeles, junto al camino que se dirige desde Madrid al sur de la península. La diócesis cuenta con el Seminario Diocesano Nuestra Señora de los Apóstoles, que está ubicado en el cerro de los Ángeles, sobre la autovía del Sur, en el kilómetro 13.
El primer obispo de Getafe fue D. Francisco José Pérez y Fernández-Golfín, quien fue nombrado en su cargo el 23 de julio de 1991 y falleció el 24 de febrero de 2004. El actual obispo es Ginés García Beltrán, y como obispo auxiliar ofició, hasta junio de 2021, José Rico Pavés.

### Educación

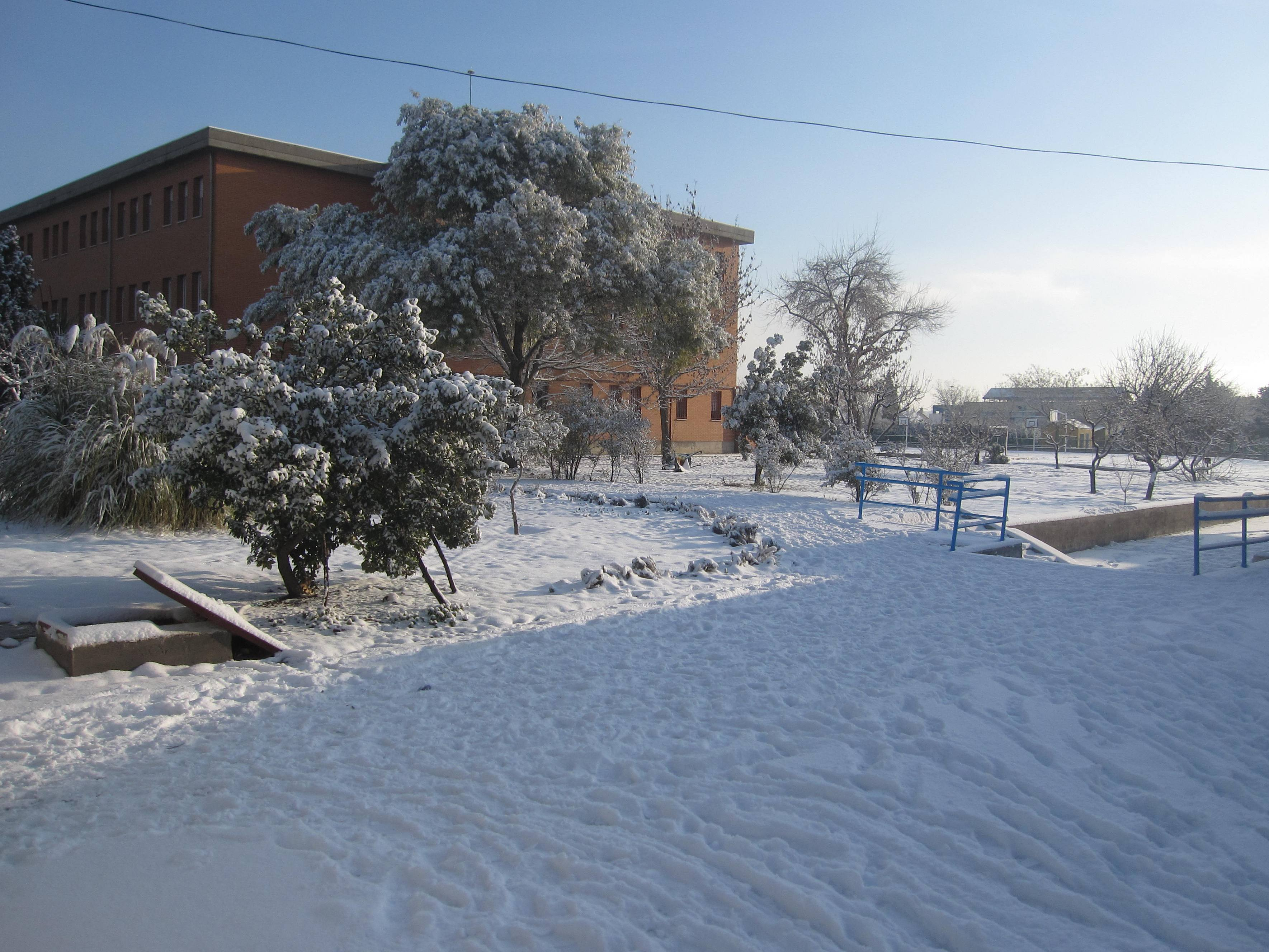
Colegio público Núñez de Arenas

La oferta educativa pública de Getafe cuenta con seis colegios de educación infantil (hasta 5 años), 23 colegios de enseñanza infantil y primaria (hasta 12 años) y catorce institutos de educación secundaria. Uno de ellos, el Instituto Laguna de Joatzel, lleva a cabo un proyecto de enseñanza bilingüe al que se van a sumar otros institutos más adelante. Las escuelas concertadas no son muy numerosas, destacándose el colegio La Inmaculada - PP. Escolapios (primer colegio religioso de Getafe), centro de las Escuelas Pias (PP. Escolapios) con educación infantil, primaria y secundaria concertada, con bachiller y FP privado; Divina Pastora (MM. Calasancias), San José (Fundación Santo Domingo) y colegio Jesús Nazareno, todos de educación religiosa. El colegio Los Ángeles situado en el Prado Acedinos con educación desde 1 año hasta 2.º de Bachillerato y con un polideportivo de próxima inauguración y el colegio Europeo Aristos, bilingüe, ateo y privado cuya oferta educativa va desde las escuelas infantiles hasta el Bachillerato, y que cuenta con un club deportivo y piscina cubierta. En la ciudad hay también varios centros de formación profesional de primer y segundo ciclo y un centro de educación de adultos dependiente de la Comunidad de Madrid, el CEPA Casa de la Cultura.

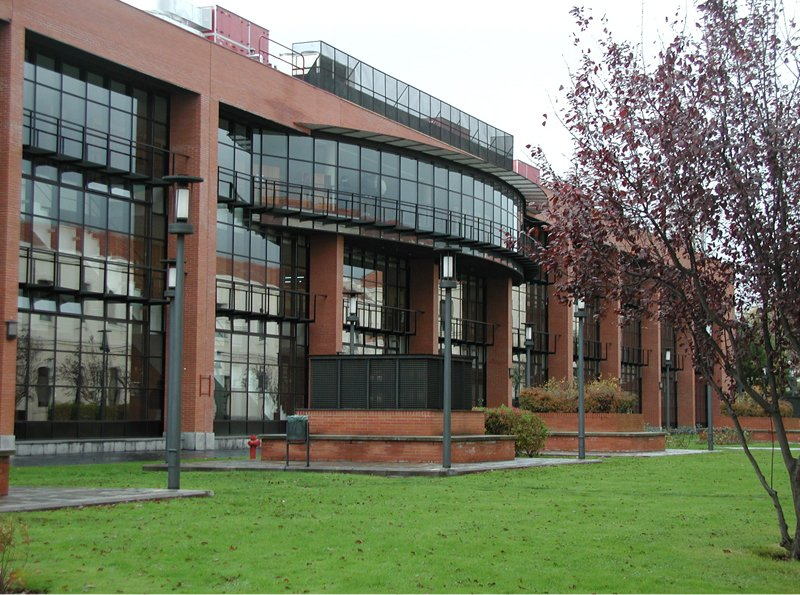
Universidad Carlos III

Por último, el rectorado de la Universidad Carlos III tiene su sede en Getafe junto a tres de sus facultades de humanidades y ciencias jurídicas. Junto a la universidad está la residencia de estudiantes Fernando de los Ríos. El porcentaje de personas mayores de 16 años con título universitario es del 14 % y la tasa de analfabetismo es del 12 %.[cita requerida]
Universidad Nacional de Educación a Distancia
Getafe cuenta con Aula Universitaria de la UNED, integrado en el Centro Asociado Madrid Sur de la UNED. La presencia de la UNED en Getafe se remonta al curso 1984-85. Las instalaciones se encuentran ubicadas en el IES Alarnes. El Centro Madrid Sur cuenta con más de 8000 alumnos, estando alrededor de 1000 matriculados en el Aula de Getafe.
Las instalaciones cuentan con 6 aulas con capacidad para 35 alumnos, una sala de usos múltiples para 80 personas, un aula de estudio, un despacho para tareas administrativas y servicio de cafetería.
En Getafe se imparten las titulaciones de (ofertadas en 2015-2016): Acceso a la universidad para mayores de 25 y 45 años, Ciencias Políticas, Ciencias Jurídicas de las Administraciones Públicas, Derecho, Sociología, Programa Sénior para mayores de 50 años, Idiomas: alemán B1 e inglés B1.

### Comunicaciones

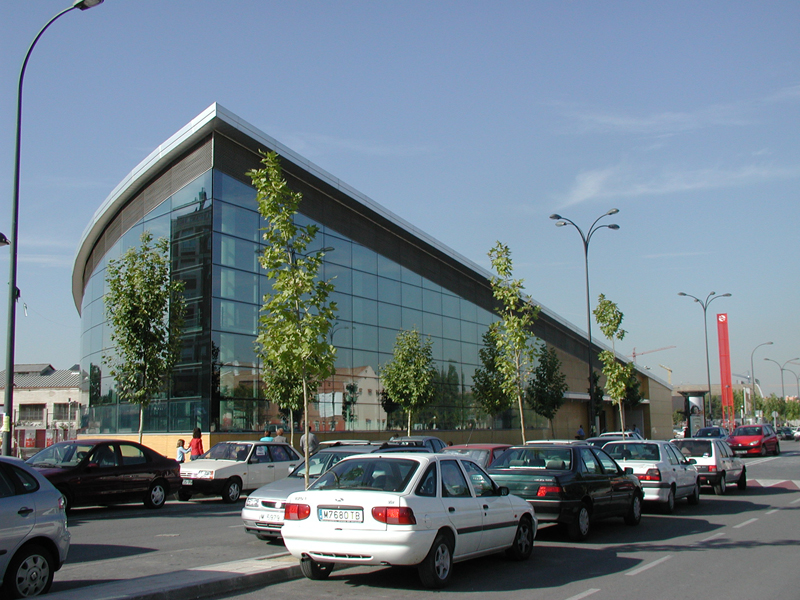
Estación de Getafe Central

Getafe tiene unos medios de transporte propios de una gran ciudad, como son las autopistas y autovías, paradas de taxi, autobuses, trenes y cuenta con la línea 12 del metro de Madrid (Metrosur).

#### Carreteras
Cuatro autopistas y autovías pasan por Getafe, dos radiales (A-42 y A-4), y dos de circunvalación a Madrid (M-45 y M-50). Otra carretera de dos carriles por sentido comunica Getafe con Leganés, y dos carreteras provinciales comunican Perales del Río. A continuación se enumeran:
Autopistas
- M-45, autopista de circunvalación de Madrid. 4 km de esta autovía están dentro del término municipal, atravesándolo de oeste a este. La carretera hace de límite norte de los barrios El Bercial y Getafe Norte.
- M-50, autopista de circunvalación de Madrid. Por Getafe transcurren 13,6 km de esta vía y atraviesa el término municipal de oeste a este. La autovía hace de límite sur del Sector III, de límite norte del polígono industrial El Culebro y atraviesa Perales del Río.

Autovías

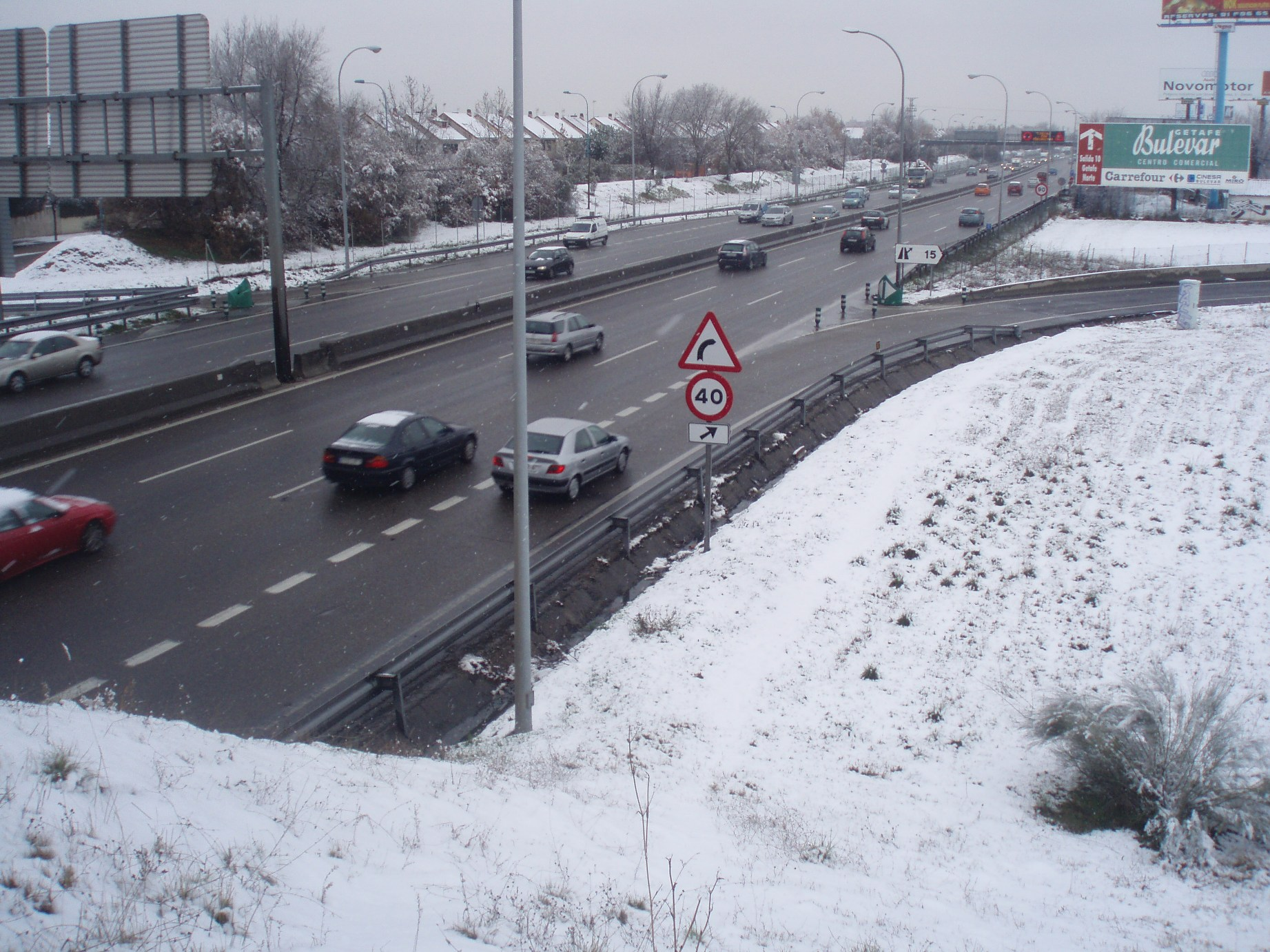
Autovía A-42 a su paso por el barrio del Sector 3

- A-4, la autovía del Sur, denominada antes como N-IV. Por Getafe transcurren 7,25 km de esta vía y atraviesa el término municipal de norte a sur. La carretera separa los polígonos industriales de Los Ángeles y San Marcos, con el polígono de Los Olivos y el cerro de los Ángeles.
- A-42, autovía de Toledo, llamada antes N-401. Por el municipio transcurren 6,13 km de esta carretera y atraviesa el término municipal de norte a sur. La autovía separa a los barrios de El Bercial y Sector III del centro urbano. Para evitar esta división, el ayuntamiento ha hecho un proyecto para enterrar esta autovía a su paso por Getafe.

Otras carreteras
- M-406, carretera con dos carriles por sentido. Pasa por Alcorcón, Leganés y Getafe. Esta vía, al entrar en Getafe, se convierte en la calle Leganés.
- M-301, carretera que sale de Villaverde, pasa por Perales del Río y acaba en San Martín de la Vega.
- Carretera del cerro de los Ángeles a Perales del Río. Es una continuación de la M-406 y comunica el centro de Getafe con Perales del Río. Conocida como Vía Pecuaria.

#### Transporte público
AeropuertoLa base aérea de Getafe es de uso exclusivamente militar. El aeropuerto comercial más próximo es el de Madrid-Barajas, que se encuentra a 26 km del centro de Getafe y al que se llega por las autopistas M-45 y M-40.
AutobúsLa ciudad cuenta con nueve líneas urbanas (Avanza Movilidad Integral), ocho líneas que conectan con Madrid, cinco que comunican con los municipios de Pinto, Valdemoro, Leganés, Alcorcón, Parla, Serranillos, Casarrubuelos y Griñón, y dos líneas nocturnas que conectan con Madrid. A continuación se enumeran:
| Línea | Recorrido                                                                                    | Operador                  |
| ----- | -------------------------------------------------------------------------------------------- | ------------------------- |
| 1     | Getafe Sector III (FF.CC./cementerio) - Ambulatorio                                          | Avanza Movilidad Integral |
| 2     | Arroyo Culebro (Sector III) - Ambulatorio                                                    | Avanza Movilidad Integral |
| 3     | Circular de Getafe                                                                           | Avanza Movilidad Integral |
| 4     | Polígono industrial Los Ángeles - Hospital - Perales del Río                                 | Avanza Movilidad Integral |
| 5     | Buenavista - Getafe Sector III (FF.CC.)                                                      | Avanza Movilidad Integral |
| 6     | Hospital - San Isidro                                                                        | Avanza Movilidad Integral |
| 7     | Getafe Central - Parque Tecnológico TecnoGetafe                                              | Avanza Movilidad Integral |
| Pi1   | Getafe Central - Pol. Ind. Los Ángeles - Pol. Ind. de los Olivos                             | Avanza Movilidad Integral |
| Pi2   | Getafe Central - Pol. Ind. San Marcos - Pol. Ind. El Lomo - Parque empresarial La Carpetania | Avanza Movilidad Integral |

| Línea     | Recorrido                                                       |
| --------- | --------------------------------------------------------------- |
| 411       | Madrid (Legazpi) - Perales del Río                              |
| 428       | Getafe (Hospital) - Pinto - Valdemoro (Hospital)                |
| 441       | Madrid (Plaza Elíptica) - Getafe (Sector III) (por Universidad) |
| 442       | Madrid (Plaza Elíptica) - Getafe (Juan de la Cierva)            |
| 443       | Madrid (Plaza Elíptica) - Getafe (Las Margaritas)               |
| 444       | Madrid (Plaza Elíptica) - Getafe (Sector III) (por Hospital)    |
| 446       | Madrid (Plaza Elíptica) - Getafe (El Bercial)                   |
| 447       | Madrid (Legazpi) - Getafe (Hospital) (por polígonos)            |
| 448       | Madrid (Legazpi) - Getafe (Hospital) (por Villaverde)           |
| 450       | Getafe - Leganés - Alcorcón                                     |
| 455       | Getafe - Pinto                                                  |
| 462       | Getafe - Parla                                                  |
| 488       | Leganés (San Nicasio) - Getafe (Los Espartales)                 |
| Nocturnos |                                                                 |
| N801      | Madrid (Atocha) - Getafe (Buenavista-Sector III)                |
| N805      | Madrid (Atocha) - Getafe (Los Molinos)                          |
| N807      | Madrid (Atocha) - Getafe - Griñón                               |

TrenPor Getafe pasan dos líneas de tren de Cercanías Madrid que atraviesan el municipio de norte a sur. Estas dos líneas son: C-3 (estaciones: El Casar y Getafe Industrial) y C-4 (estaciones: Las Margaritas-Universidad, Getafe Centro y Getafe Sector 3). Hay un total de cinco estaciones, dos de ellas con intercambiador con el Metro de Madrid.
MetroDesde abril de 2003, Getafe cuenta con ocho estaciones de la línea 12 de la Red de Metro de Madrid. Estas estaciones son: El Bercial, Los Espartales, El Casar, Juan de la Cierva, Getafe Central, Alonso de Mendoza, Conservatorio y Arroyo Culebro.:Desde el 21 de abril de 2025, la línea 3 de Metro llega a El Casar siendo ampliada desde su extremo sur en Villaverde Alto.

## Monumentos y lugares de interés

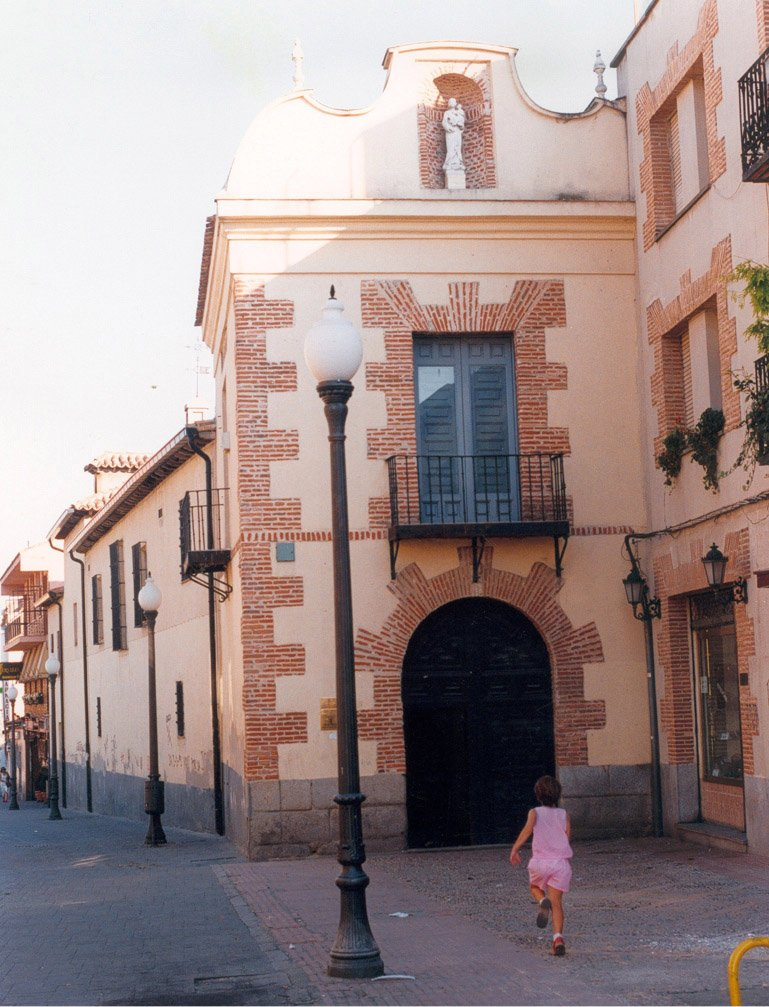
Hospitalillo de San José

Getafe tiene una serie de monumentos y lugares de interés que representan un fiel reflejo de su historia. El lugar más famoso y visitado de Getafe es el cerro de los Ángeles, pero hay otros lugares importantes como es la catedral de Nuestra Señora de La Magdalena, el Hospitalillo de San José y el colegio de los Padres Escolapios de este municipio.

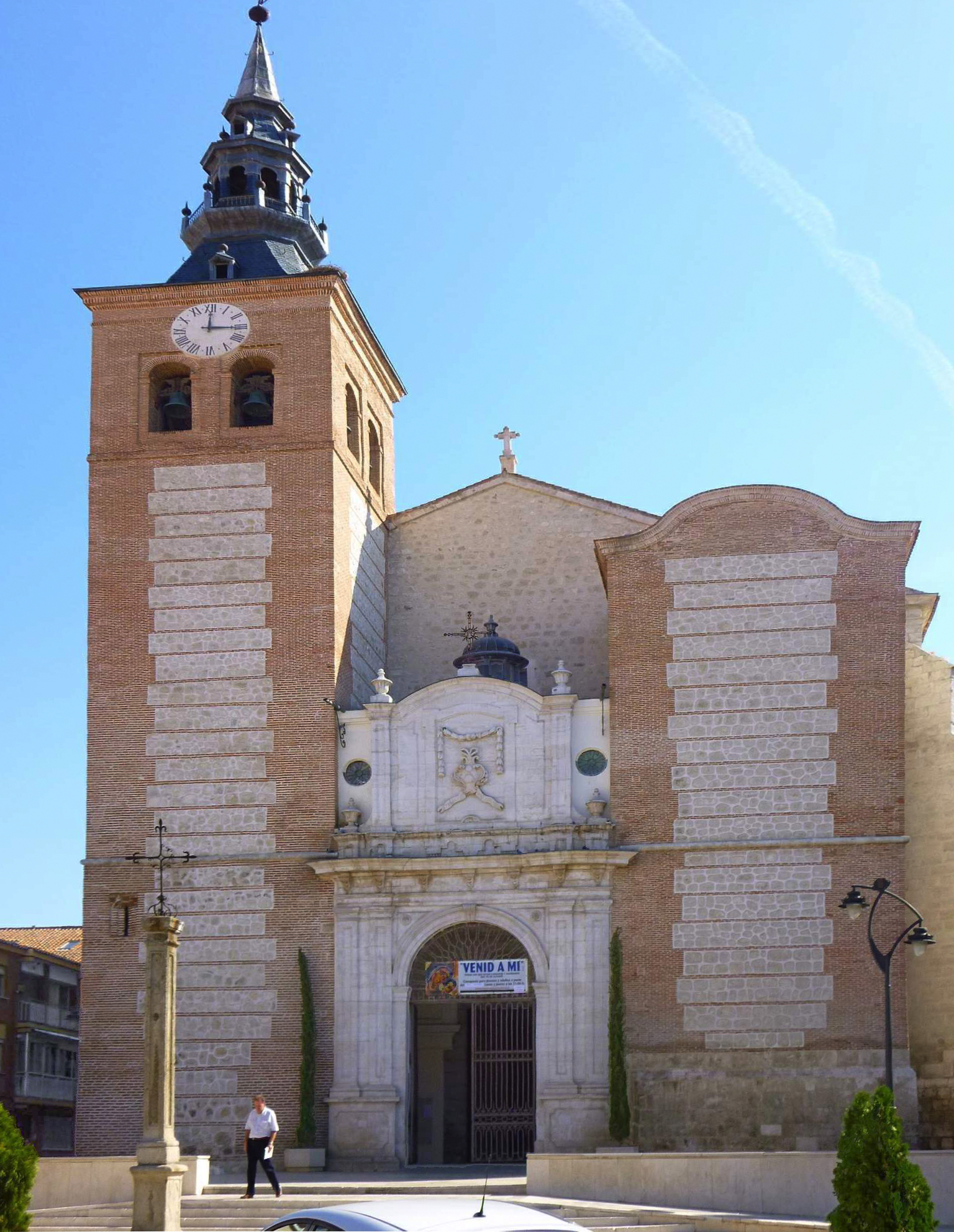
Catedral de la Magdalena

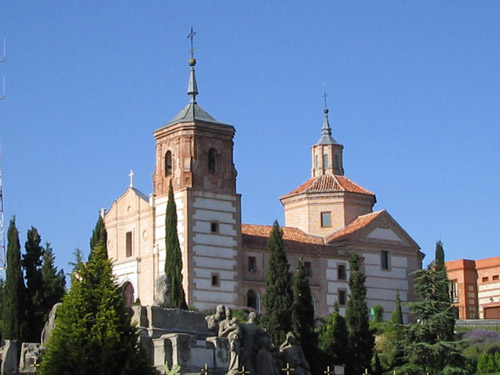
Ermita de Nª Sra. de los Ángeles

- Cerro de los Ángeles: elevación situada en la zona de polígonos industriales. Su fama reside en que tradicionalmente se consideraba el centro geográfico de la península ibérica, aunque según el Instituto Geográfico Nacional la ubicación exacta del mismo es difícil de determinar, muy dependiente de la metodología utilizada, y algunos estudios modernos lo sitúan más al oeste, en la provincia de Toledo.[14] En su cima están la ermita de Nuestra Señora de los Ángeles y el monumento al Sagrado Corazón, así como un convento de Carmelitas Descalzas. El cerro, casi siempre visible desde Getafe, se eleva sobre los edificios haciendo de telón de fondo.
- Catedral de la Magdalena: la catedral de Getafe es sede del obispado de la zona sur de la Comunidad de Madrid. Este templo renacentista data del siglo XVIII, tiene una torre mudéjar y un retablo barroco. En 1958 es declarada Monumento Histórico Artístico y es la sede de la diócesis de Getafe.
- Hospitalillo de San José: antiguo hospital construido, en 1529, para mejorar la precaria salud de los getafenses de entonces. Mantiene un estilo muy castellano con su patio central porticado y su pequeña capilla.
- Colegio La Inmaculada-Padres Escolapios: colegio construido en el siglo XVIII, situado en el centro de la ciudad. Dentro del recinto de la escuela hay un polideportivo y un parque.
- Biblioteca Ricardo de la Vega: antigua cárcel construida en 1617. A partir de mediados de siglo XX se convirtió en biblioteca. Tiene un estilo sobrio y planta rectangular.
- Iglesia de los Santos Justo y Pastor: templo que data del siglo XVI, ubicado en Perales del Río. En 2004 se reconstruyó debido al lamentable estado que presentaba previamente.
- Convento del Sagrado Corazón de Jesús y San José de La Aldehuela: monasterio de Carmelitas Descalzas situado en el paraje de La Aldehuela de Perales del Río.
- Algunas de las facultades de la Universidad Carlos III de Madrid se emplazan en edificios que funcionaron como cuarteles militares a principios del siglo XX.

## Cultura

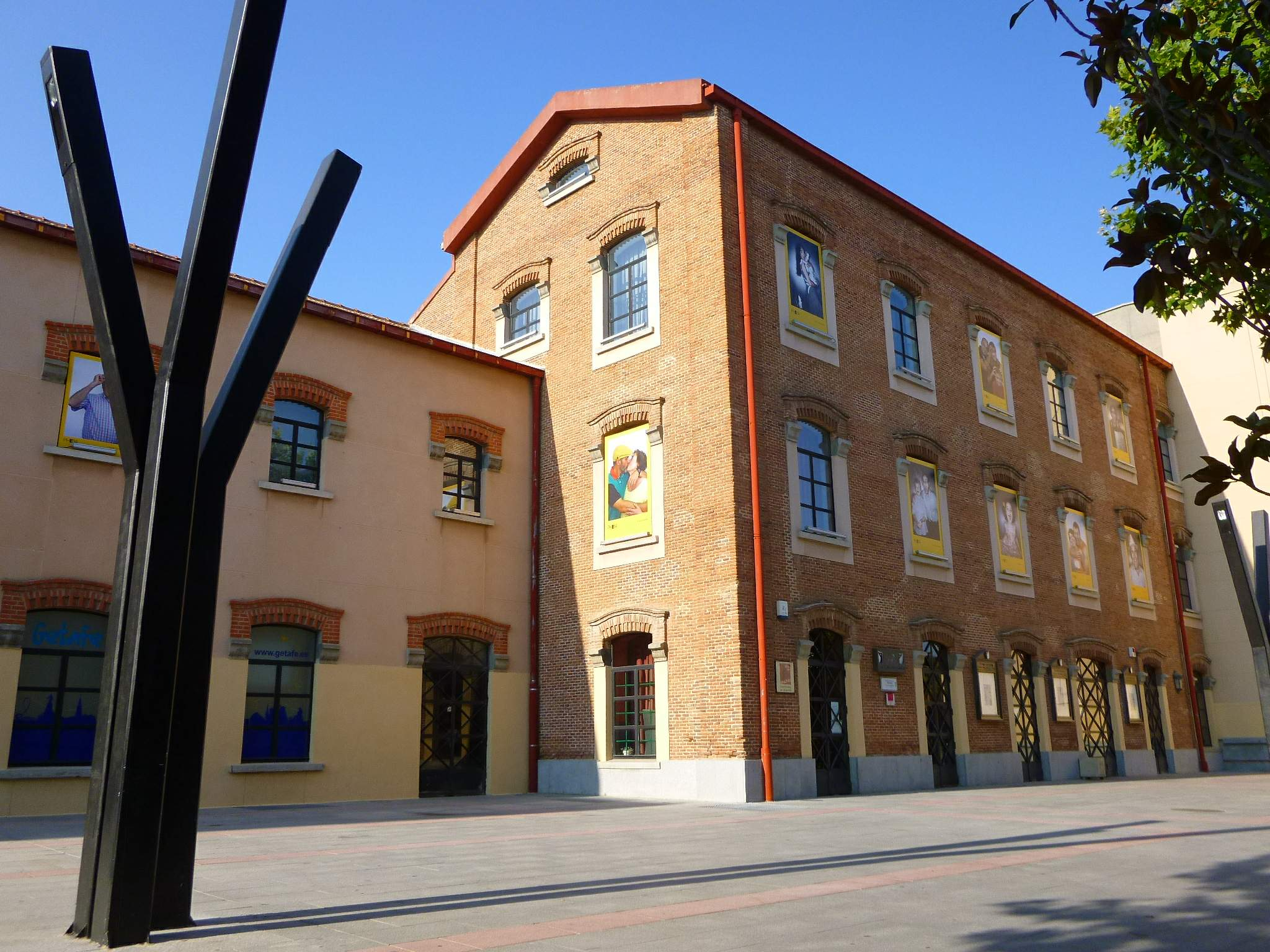
Delegación Municipal de Cultura

La cultura en Getafe se ve representada en instituciones como la Universidad Carlos III, cuyo rectorado y tres facultades de humanidades y ciencias jurídicas se encuentran en Getafe. Esta universidad tiene un coro y una orquesta galardonados y reconocidos en numerosas ocasiones en todo el territorio español. El Conservatorio Profesional de Música de Getafe, que fue inaugurado en el 2000, resulta ser el conservatorio público de toda la zona sur de la comunidad.

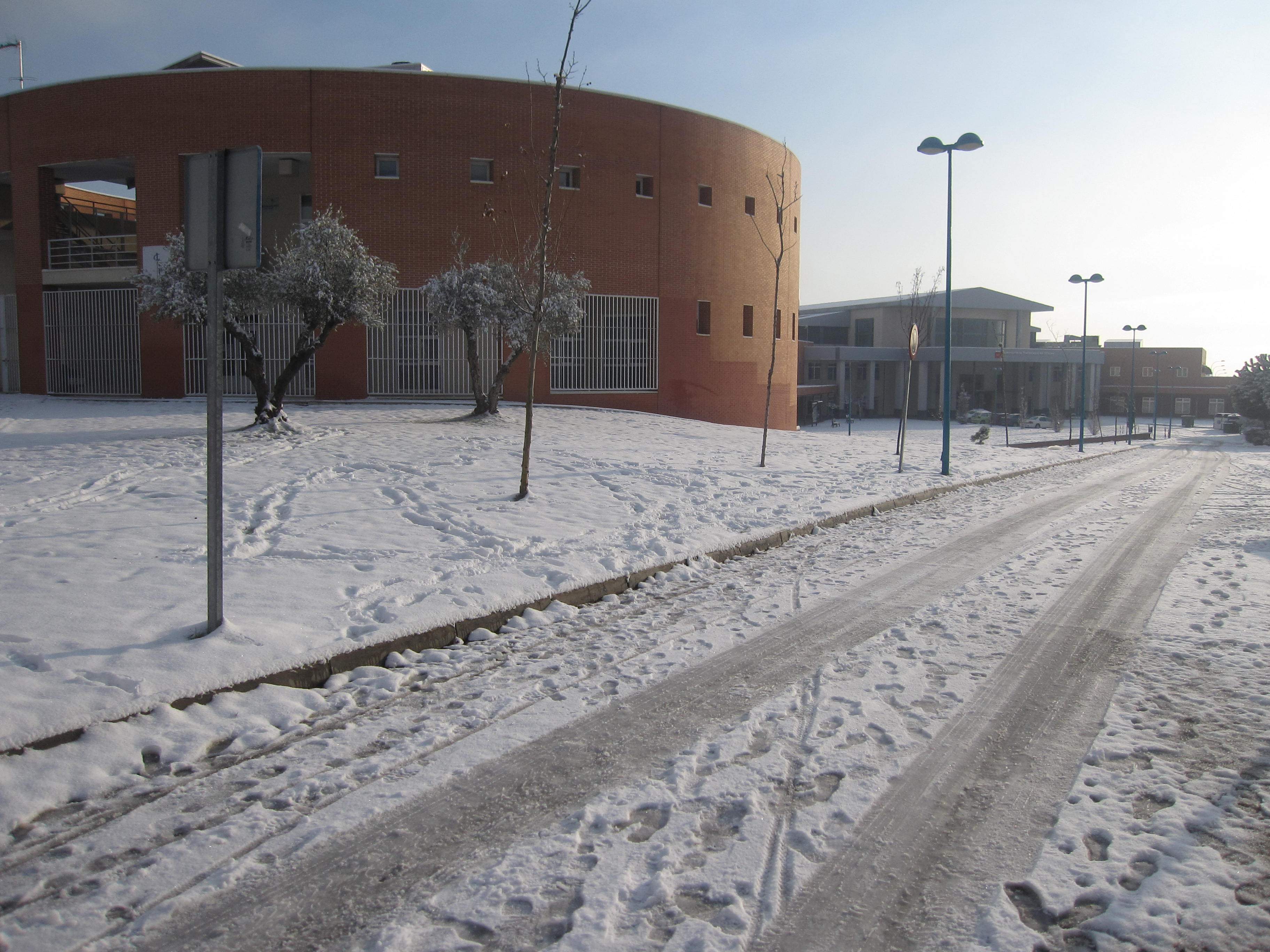
Centro cívico y biblioteca del Sector III y el Conservatorio Profesional de Música de Getafe a la derecha

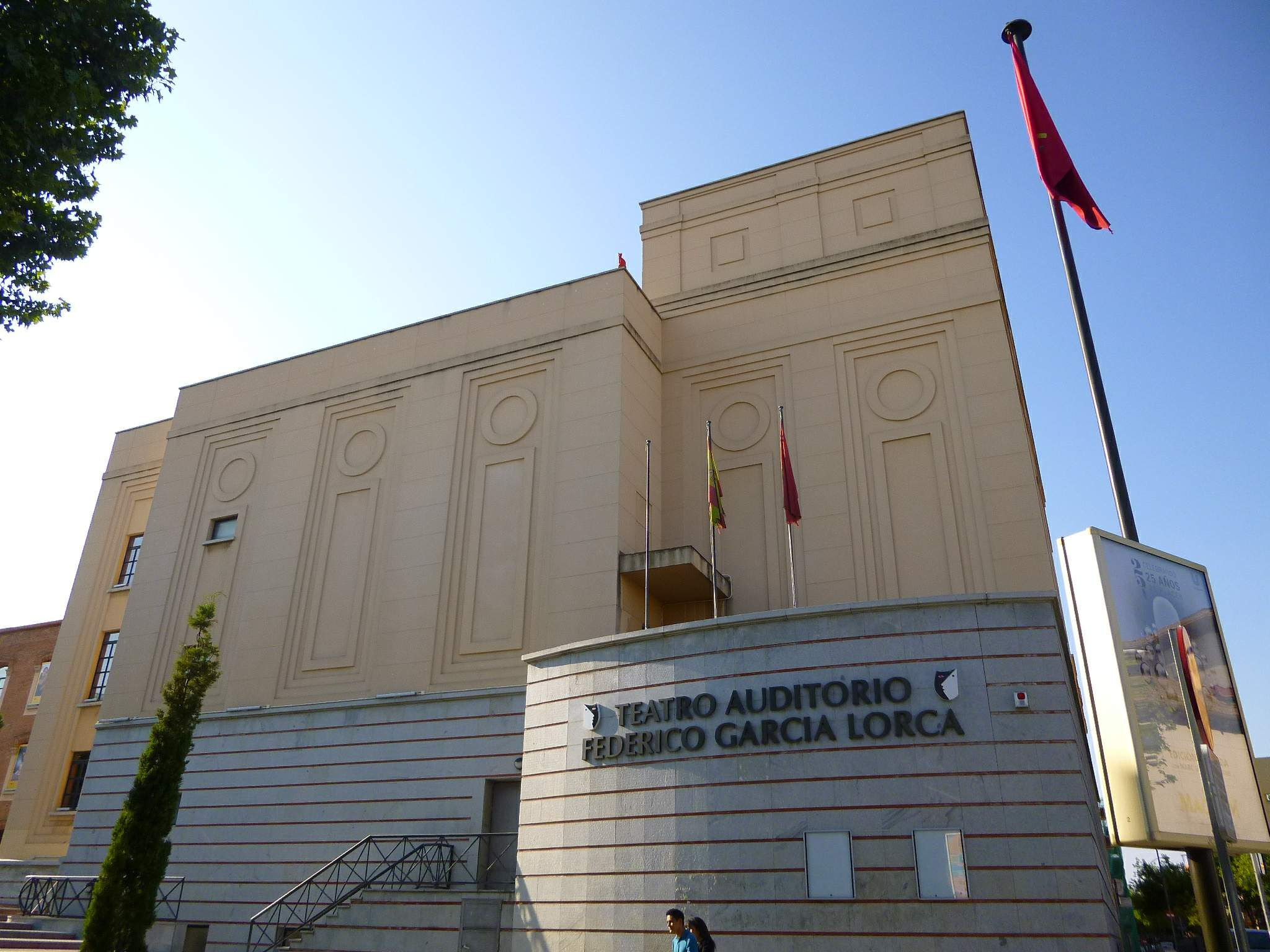
Teatro Auditorio Federico García Lorca

El Teatro Auditorio Federico García Lorca, uno de los más grandes e importantes de la zona sur de Madrid, fue inaugurado a finales de los 1990 y en él se hacen multitud de obras de teatro y conciertos. Además, ocho centros cívicos y una serie de bibliotecas municipales se reparten por los diferentes barrios de Getafe. Junto a la biblioteca del Sector III se encuentra el Centro de Poesía José Hierro, un lugar de creación y de estudio donde se pueden realizar consultas, reuniones y actividades formativas, cuyo objetivo es recopilar documentos y crear un patrimonio literario. En este centro hay un gran legado del poeta José Hierro, revistas históricas, una fototeca y una videoteca. En 2005 se planeó construir el Museo de la Aviación de Getafe, con diseño encargado al arquitecto Norman Foster, proyecto que sin embargo quedó abandonado.
La actividad cultural independiente está muy presente en Getafe. Existe una gran cantidad de músicos y bandas de todos los estilos y disciplinas.
Cerca del 40 % de los habitantes de Getafe proceden de comunidades autónomas distintas a la madrileña. Parte de estos colectivos han creado las Casas Regionales, lugares de encuentro donde se hacen actividades y actos culturales. Algunas de estas Casas Regionales son las de Extremadura, Castilla-La Mancha, Murcia y Andalucía.

### Fiestas

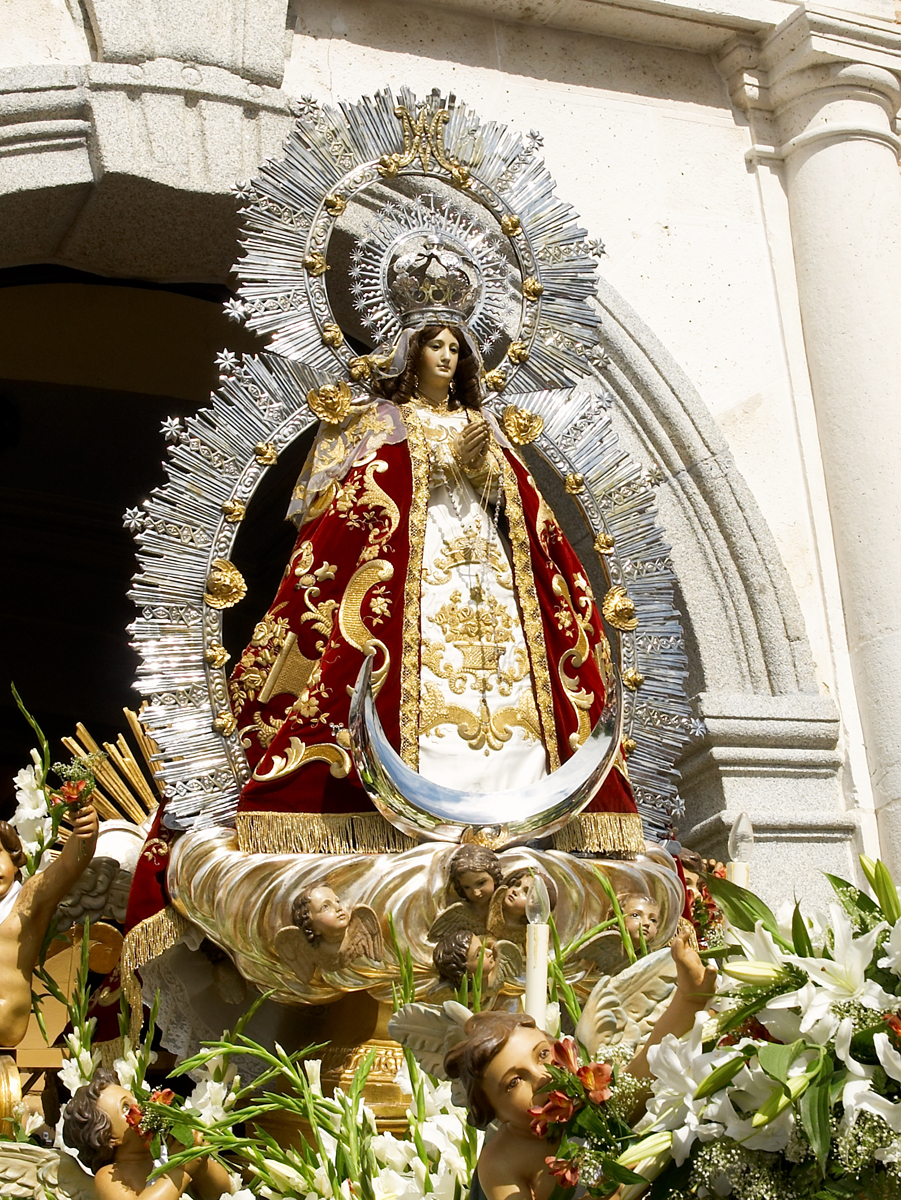
Imagen de Nuestra Señora de los Ángeles, patrona de Getafe, sacada en las fiestas patronales

Las fiestas patronales de Getafe se celebran cuarenta días después del Domingo de Resurrección lo que significa que cada año se celebran en una fecha diferente entre mediados y finales de mayo y principios de junio. Las fiestas comienzan oficialmente en sábado, pero oficiosamente el pistoletazo de salida lo da una romería que tiene lugar nueve días antes, el día de la Ascensión, en la que se baja desde el cerro de los Ángeles a la patrona, la Virgen de los Ángeles. A la llegada al pueblo, el alcalde cede a la virgen el bastón de mando de la ciudad de manera simbólica para luego concluir la romería en la catedral de Getafe. Ese día es tradición tomar limonada en lugares como la plaza del Ayuntamiento.

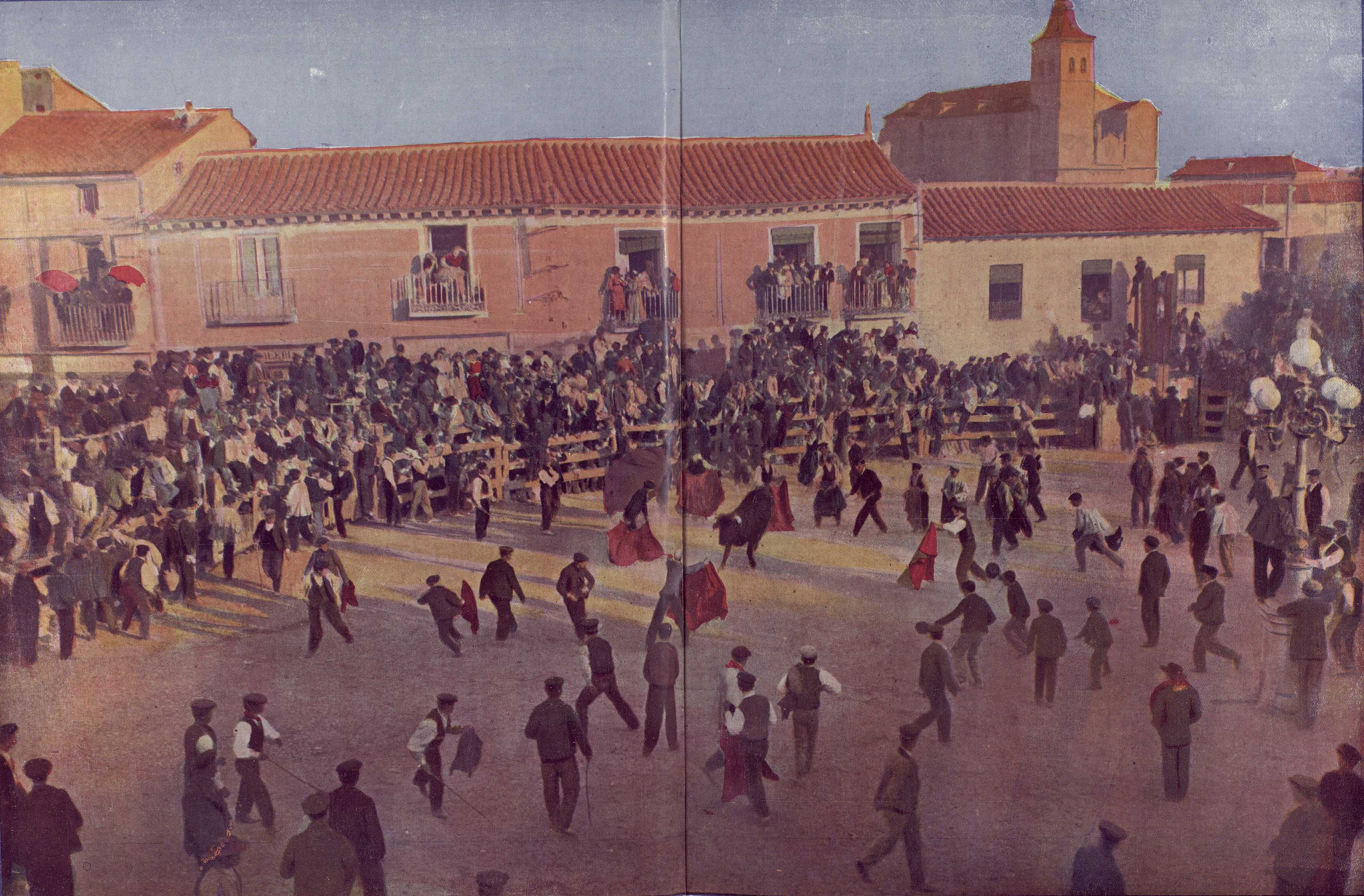
Celebración de una capea en Getafe (c. 1915)

El comienzo de las fiestas se produce, como ya se ha indicado, nueve días después de la bajada de la Virgen. El «sábado de las fiestas», como se le conoce popularmente, arranca con un pregón en la plaza de la Constitución seguido de una mascletá en la calle Jardines. Durante estos días, se monta una feria en el recinto ferial, se colocan las casetas de los partidos políticos en la calle Ferrocarril, al lado de la estación de tren de Getafe Central y se hacen numerosas actividades culturales, algunos conciertos y varias corridas de toros. Destacable la presencia de una falla conocida como La Chamà durante estas fiestas, evento que se realiza desde 1992, siendo la única festividad fallera en la Comunidad de Madrid. Una semana después de comenzar las fiestas se celebra una cabalgata que pasa por el centro de la ciudad en la que se lanzan caramelos. Las fiestas patronales de Getafe concluyen ocho días después del pregón con la subida al cerro de los Ángeles de la virgen que abandona el pueblo hasta el año siguiente.
Durante los días de Navidad se realizan varias actividades culturales, como conciertos especiales de Navidad, el montaje de un gran belén murciano en el patio interior del Hospitalillo de San José y la cabalgata de los Reyes Magos del 5 de enero. También es tradición celebrar los Carnavales con cabalgatas de disfraces, y actos culturales. Durante la Semana Santa se realizan entre dos y cuatro procesiones religiosas que salen de diversas iglesias y recorren las calles de la ciudad.

### Medios de comunicación
El municipio cuenta con varios periódicos locales con ediciones impresas y digitales, tales como Getafe Capital, que tiene su periódico en papel quincenal y de distribución gratuita y página web. Desde diciembre de 2009 se distribuye quincenalmente Al cabo de… La Calle, medio también presente en la red. Asimismo, en febrero de 2013 nace Más Getafe, un periódico creado por un grupo de periodistas que pone el acento en la cultura y los temas sociales y se encuentra de forma semanal todos los miércoles en kioscos y puntos de venta. También con página web y gestión activa de las redes sociales. La localidad madrileña cuenta asimismo con otros destacados medios como El Buzón, uno de los más seguidos que cuenta también con su edición digital o El Iceberg también con renovados contenidos diarios en internet. Otros, como el veterano de los medios locales Acción Getafense, han desaparecido. También desaparecieron ya Vivir en Getafe, Getafe Ahora o Getafe al Día y Mercado. El ayuntamiento edita también un boletín municipal.
La emisora local Radio Getafe desapareció absorbida por Cadena COPE (101.8 FM). La ciudad tiene además una emisora comunitaria, Radio Ritmo (99.9 FM), que está adherida a la Red de Medios Comunitarios. La ciudad contó en los años 1990 con una emisora de televisión llamada Tele Getafe. Existen otros medios solo digitales como Capital del Sur, Getafe Digital o Getafe Hoy. Cope Madrid Sur (89.7 FM) realiza semanalmente programas con la intervención de los políticos de todos los partidos con representación en el municipio, en la que además, actualiza diariamente las noticias del sur de la CAM. La emisora SER Madrid Sur (94.4 FM) da también cobertura a la localidad además de al resto de la zona sur de la Comunidad madrileña.

### Gastronomía
La gastronomía típica de Getafe es muy similar, por no decir igual, a la de Madrid. El clima, los productos del campo y la historia han configurado esta variada gastronomía. Los platos más representativos son el cocido madrileño, los callos a la madrileña, el potaje de garbanzos, la tortilla de patata, el besugo a la madrileña, la lombarda y las rosquillas tontas y listas, entre otros. En cuanto a los vinos, se destacan los de la Comunidad de Madrid, entre los cuales, los más famosos son los de San Martín de Valdeiglesias, Arganda del Rey y Navalcarnero. Tanto en los grandes centros comerciales y en las calles céntricas de Getafe podemos encontrar una variada oferta de restaurantes.

### Compras y ocio

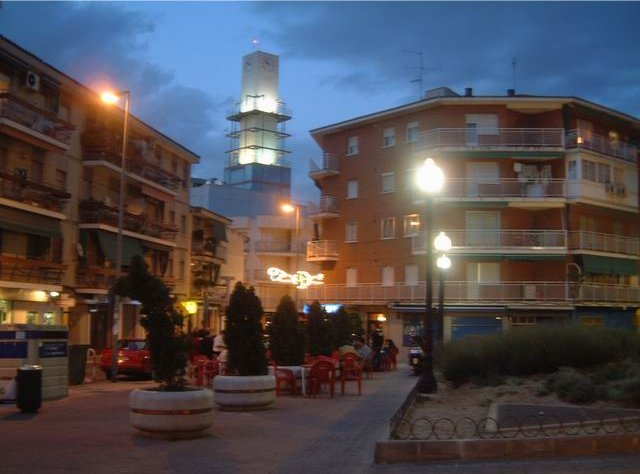
Mesas de un restaurante del centro de Getafe en una noche veraniega

Getafe es una ciudad para las compras y el ocio; cuenta con muchas tiendas situadas en el centro urbano y varios grandes centros comerciales y de ocio en zonas más periféricas. En el centro de Getafe, la zona con más tiendas y comercios es el eje de la calle Toledo y la calle Madrid, que atraviesa el municipio de norte a sur. Gran parte de este bulevar es peatonal, lo que hace más cómodo el ir de compras a pie. Otra zona céntrica muy comercial es la avenida de Juan de la Cierva.
Según nos alejamos del centro, nos encontramos con el centro comercial Getafe 3, situado en el barrio del Sector III, y cuenta con un Alcampo, varios restaurantes y un gran número de tiendas de ropa y calzado. En el barrio de Getafe Norte, está el Bulevar, que cuenta con un Carrefour, varios restaurantes, y tiendas de ropa. El mayor centro comercial y de ocio de Getafe, es Nassica, situado en el Área Tecnológica del Sur, al que se llega por la M-50, a 5 km del centro urbano. El centro cuenta con tiendas de informática, de muebles, un Factory, 25 restaurantes, una bolera, juegos recreativos, un mercadillo permanente y 20 salas de cine. En el barrio de El Bercial está centro comercial más nuevo de la ciudad, el cual se llama El Bercial. Alberga un El Corte Inglés, un Hipercor y dos cafeterías-restaurante. La zona con más ambiente nocturno es el barrio Centro, donde están la mayoría de bares de tapas y discotecas de la ciudad.

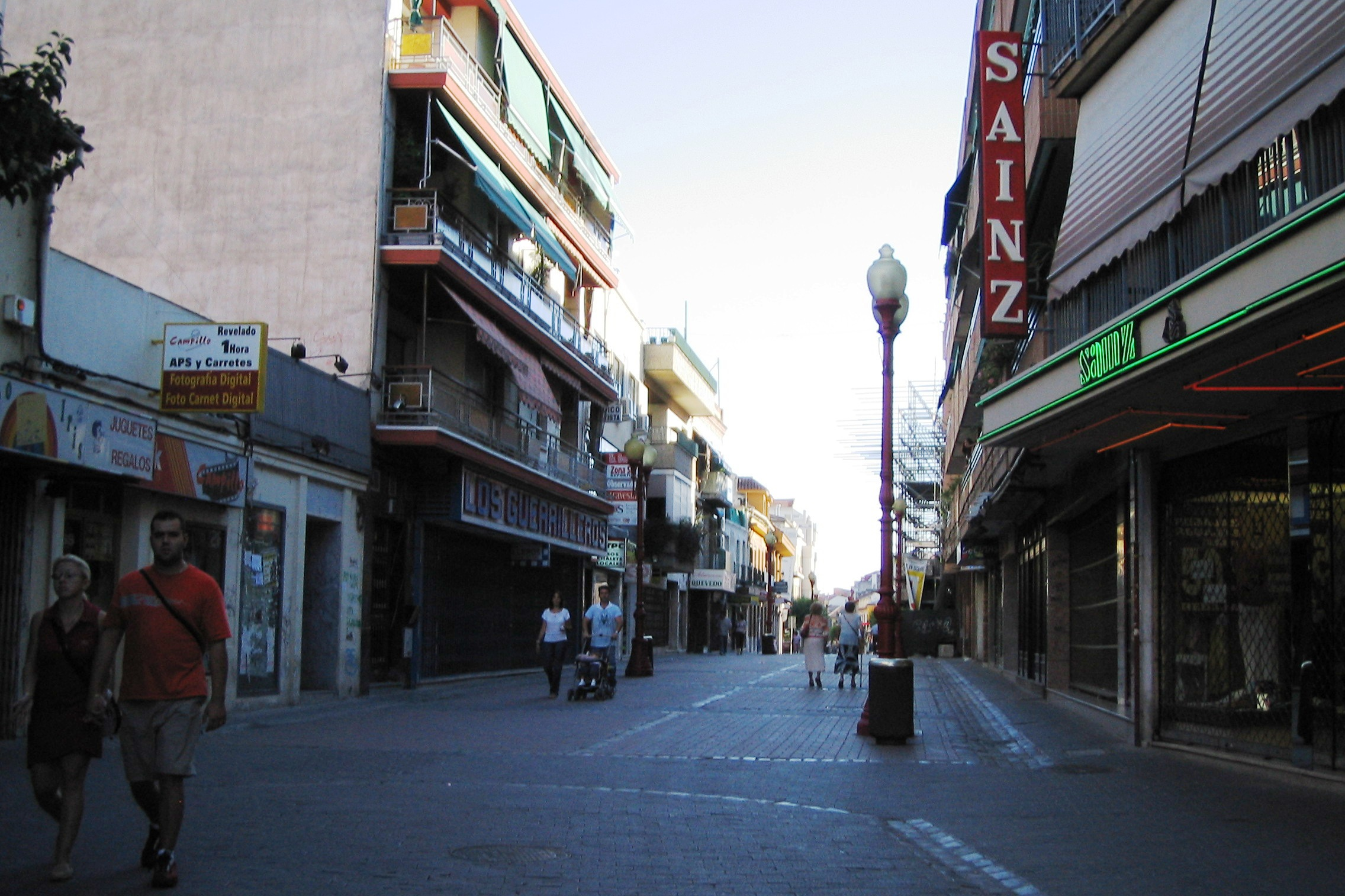
Calle Madrid, zona comercial

A pesar de la cercanía a Madrid, el municipio tiene dos buenos pinares que cuentan con mesas, merenderos, barbacoas, campos de fútbol y parques infantiles. Estas instalaciones están preparadas para pasar una jornada en contacto con la naturaleza. Uno de ellos es el Prado Acedinos, situado al sur del casco urbano, al que se llega por la salida 16 de la autovía A-42. El otro es el cerro de los Ángeles, al que se llega por la autovía A-4.

### Deporte
Como en el resto de España, el fútbol goza de gran popularidad en Getafe. El club profesional de fútbol de la ciudad es el Getafe Club de Fútbol SAD, fundado en 1983. El 19 de junio de 2004 el equipo logró ascender a la primera división de la liga española, donde militó hasta el año 2016. Ha sido en dos ocasiones subcampeón de la Copa del Rey de fútbol (2007 y 2008) y adquirió fama internacional con su actuación en la Copa de la UEFA la temporada 2007/08, donde se quedó a las puertas de alcanzar las semifinales.
Uno de los deportistas más laureados de la ciudad es el futbolista Alfonso Pérez Muñoz, quien fue campeón olímpico en Barcelona 1992.
Entre sus equipos de fútbol también se encuentra la A.D. Alhóndiga con su actual equipo femenino en la segunda División femenina y que es un equipo referente en toda la zona sur de Madrid.
Cada mes de junio, en las fiestas locales, se celebra el Día de la bicicleta, jornada en la que decenas de miles de getafenses sacan sus bicicletas a la calle para hacer una ruta por la ciudad sin fines competitivos. Otro evento deportivo importante es el Media Maratón Villa de Getafe, que se celebra cada enero y que cuenta con una gran afluencia de atletas.
También cuenta con un equipo de baloncesto en silla de ruedas (CID Casa Murcia Getafe BSR) que milita en División de Honor, máxima categoría nacional, desde el año 2008. Ha conseguido la medalla de plata en 2 ediciones de la Copa del Rey (2012 y 2014) 1 subcampeonato de Liga (2011/2012) 1 Campeonato de Europa de Clubes (WB Cup) año 2016. Desde sus filas han salido jugadores/as que han representado a España en Paralimpiadas (Londres 2012 y Río 2016) y Campeonatos de Europa y del Mundo de baloncesto en silla de ruedas, tanto en selecciones absolutas (masculina y femenina) como sub-22.
Entre los equipos destacados de balonmano, están por una parte el Balonmano Getasur, que tiene equipos masculinos y femeninos el cual compite en la temporada 2007-2008 en la categoría de 1.ª Nacional. Y por otra el Club Balonmano Getafe, que también cuenta con equipos masculinos y femeninos, de los cuales sus categorías séniors compiten en la temporada 2007-2008 en 2.ª Nacional.
La ciudad cuenta con siete polideportivos repartidos en los distintos barrios, pero los más grandes e importantes son los de San Isidro y Las Margaritas. Getafe cuenta, además, con un skate park que se encuentra detrás del consevatorio del Sector III, tres piscinas municipales, que son la del Sector III, la de Getafe Norte y la de Perales del Río. También se destaca el estadio de fútbol Coliseum, con una capacidad para 17 050 espectadores. Con motivo del ascenso a la primera división del equipo local de fútbol, se ha construido una ciudad deportiva situada junto a la piscina municipal de Getafe Norte.
La tradición aeronáutica en Getafe se refleja en el Club Ultraligeros que ha sido numerosas veces campeón de España, campeón de Europa en 2004 y campeón del Mundo en 2009.

## Ciudades hermanadas
La ciudad de Getafe participa activamente en la iniciativa de hermanamiento de ciudades promovida, entre otras instituciones, por la Unión Europea.
- Carabanchel (España). El protocolo de hermanamiento con este distrito de Madrid se firmó el 21 de mayo de 1980.
- Jetafe (Filipinas). El protocolo de hermanamiento se firmó el 16 de noviembre de 1990.
- La daira de Djrafia, o Ejdairia, perteneciente a la wilaya de Smara, en los campos de refugiados saharauis de Tinduf. El protocolo de hermanamiento se firmó el 11 de junio de 1991 y se ratificó en marzo de 2002.
- Guanabacoa (Cuba). El protocolo de hermanamiento se firmó el 16 de noviembre de 1996.